# Chiesa di San Domenico (Mazzarino)
La chiesa di San Domenico, insieme all'annesso convento dei frati domenicani, costituisce un complesso monumentale monastico ubicato nel centro storico della città di Mazzarino, che si affaccia sulla prospiciente piazza Riccardo Colajanni, in prossimità del corso Vittorio Emanuele.
La chiesa dedicata a San Domenico di Guzman è una rettoria della Basilica di Maria santissima del Mazzaro, ed appartiene alla Diocesi di Piazza Armerina.

## Storia

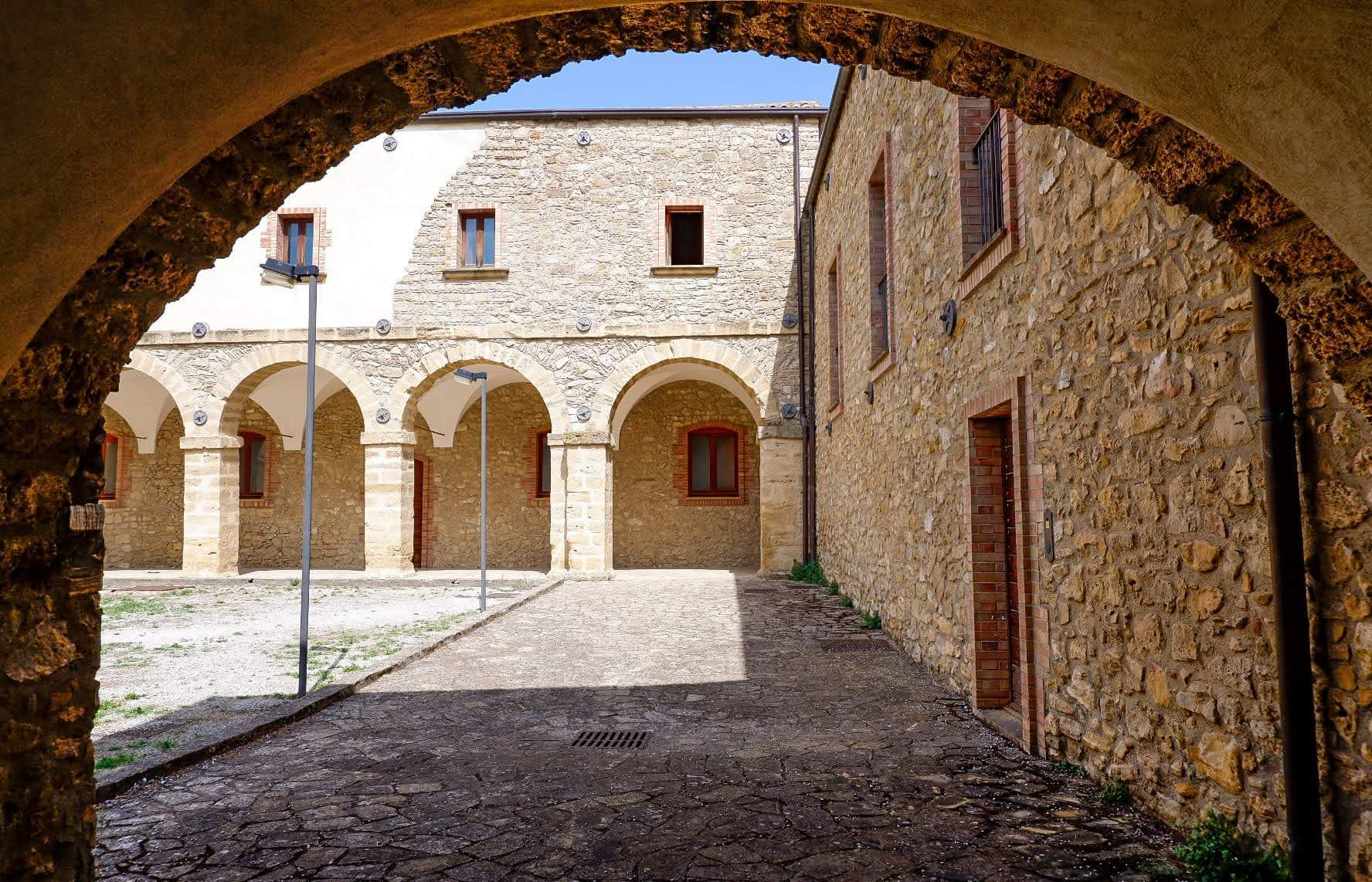
Chiostro del convento dei domenicani

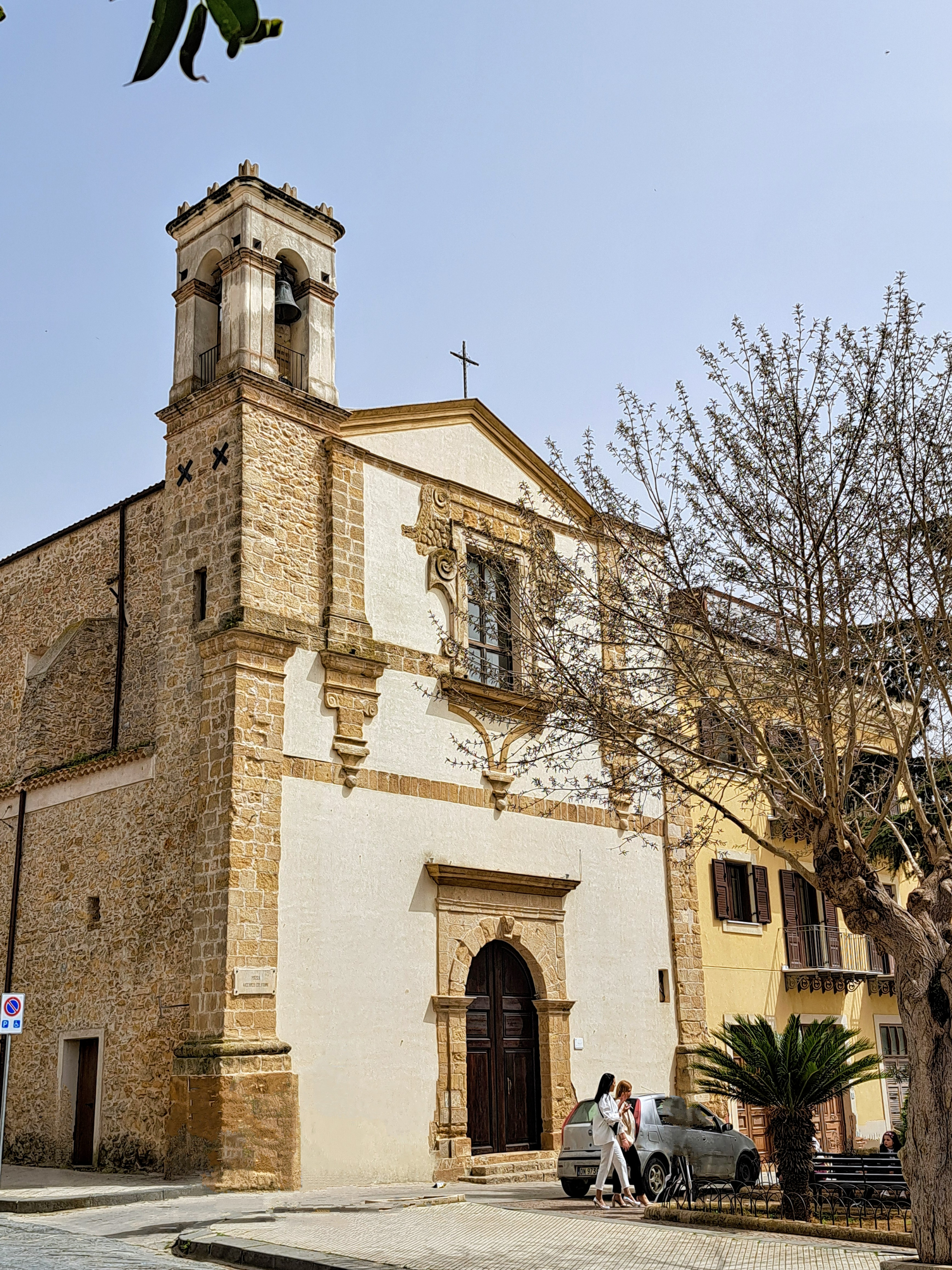
Facciata della chiesa di San Domenico

La chiesa e l'annesso convento dei frati predicatori furono fondati dal nobile mazzarinese Antonio Alegambe nel 1480, che li dedicò inizialmente a Maria santissima del Soccorso. Successivamente, la chiesa assunse la denominazione di San Domenico.
Il convento fu eretto sul lato destro della chiesa e ospitò i Padri predicatori domenicani, che ivi soggiornarono sino al 1866, allorquando furono soppressi gli ordini religiosi.
Il convento era rinomato per la presenza di una ricca biblioteca che, tuttavia, a seguito della soppressione e del successivo trasferimento al demanio andò in gran parte dispersa.
Sino al 1876 l'interno della chiesa di san Domenico risultava incompleto, essendo stati realizzati soltanto gli affreschi della volta, opera di Emanuele "Catanese", mentre gli stucchi della stessa erano frutto della maestria di Vincenzo Signorelli da Catania.
Il completamento degli stessi fu eseguito, successivamente, dai fratelli Fantauzzi nel 1876.
L'interno della chiesa, per le sue decorazioni in stucco,  presenta gli elementi tipici del tardo-barocco siciliano del val di Noto
Dal 1867 sino ai primi decenni del XX secolo la struttura del convento fu adibita a caserma dei Carabinieri.
Oggi il convento, appartenente alla provincia regionale di Caltanissetta, ha ospitato il liceo musicale Vincenzo Bellini di Caltanissetta. 
L'intero edificio è stato recentemente restaurato e al suo interno è stato allestito un piccolo museo della civiltà contadina.

## Descrizione della chiesa

### Esterno

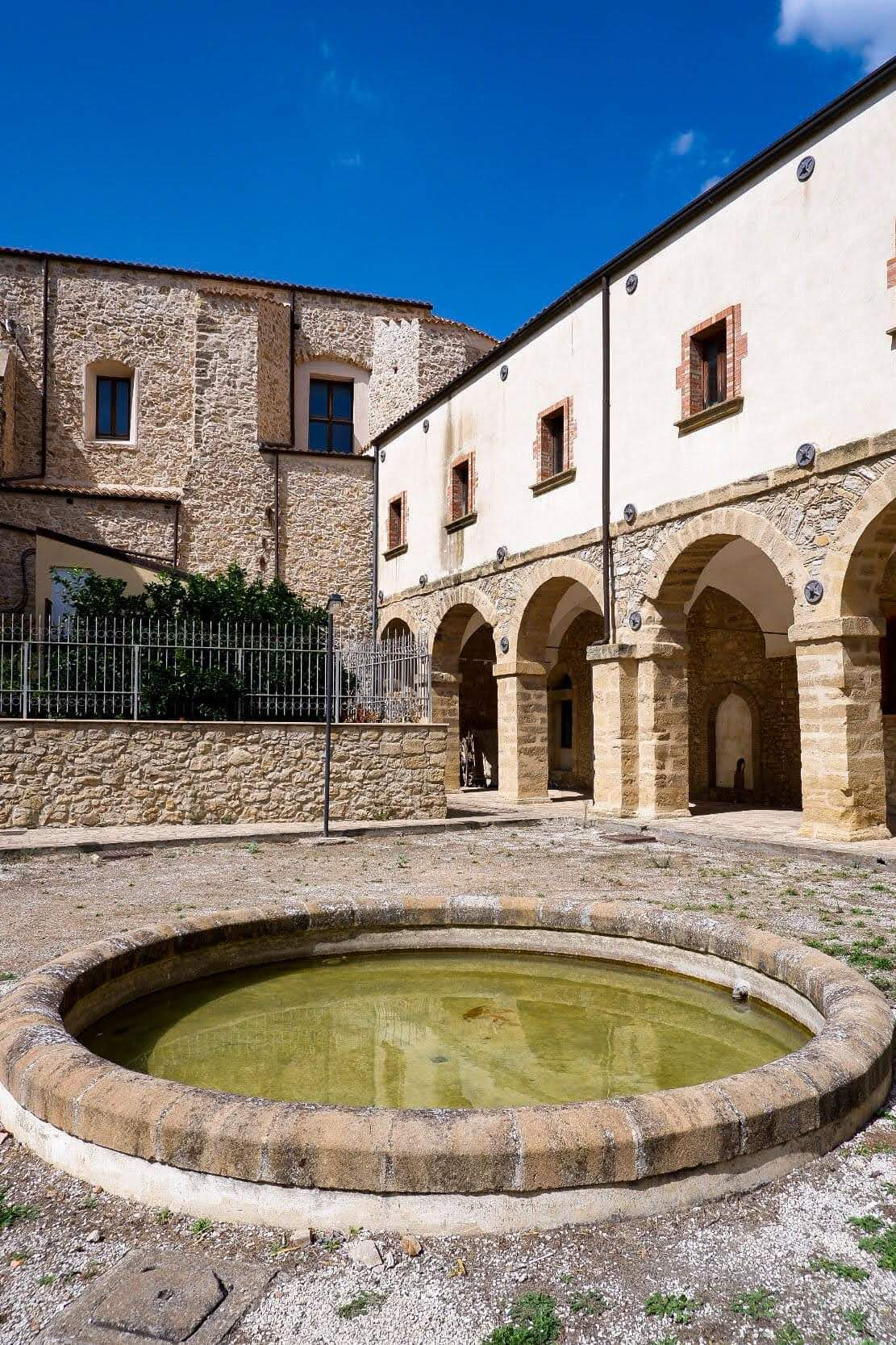
Chiostro convento di san Domenico

La semplice facciata è suddivisa in due ordini separati da un marcapiano. 
Nel primo ordine si trova il portale di ingresso con un arco a tutto sesto, inglobato in una mostra rettangolare. Al secondo ordine, più stretto, si trova una finestra rettangolare, collocata entro una cornice con ai lati delle volute e delle ali in pietra intagliata. 
Il prospetto è coronato da un timpano triangolare.  
Sul lato sinistro del secondo ordine, si eleva la torre campanaria, sormontata da una loggia a base quadrata.

### Interno

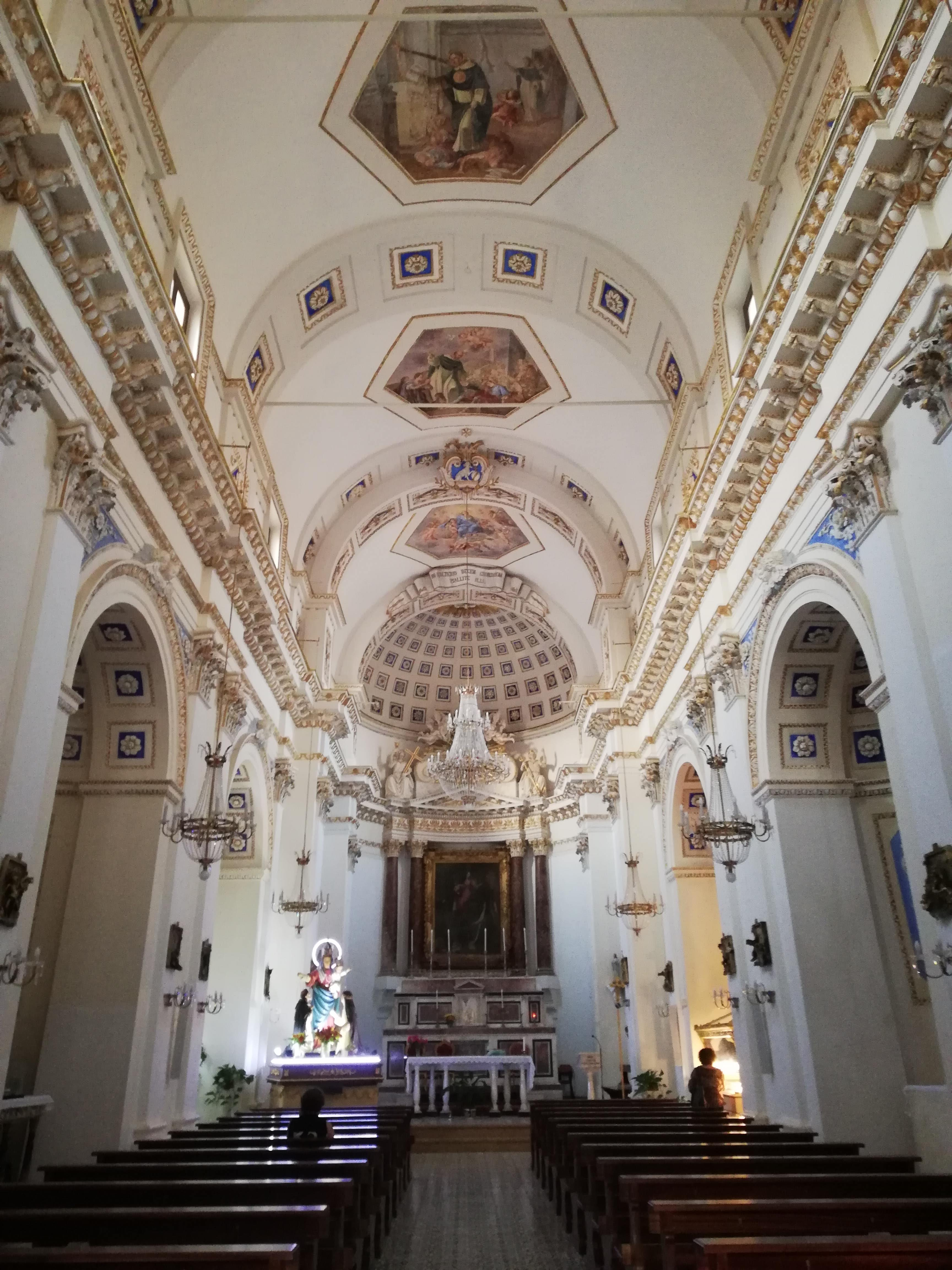
Interno della chiesa di san Domenico

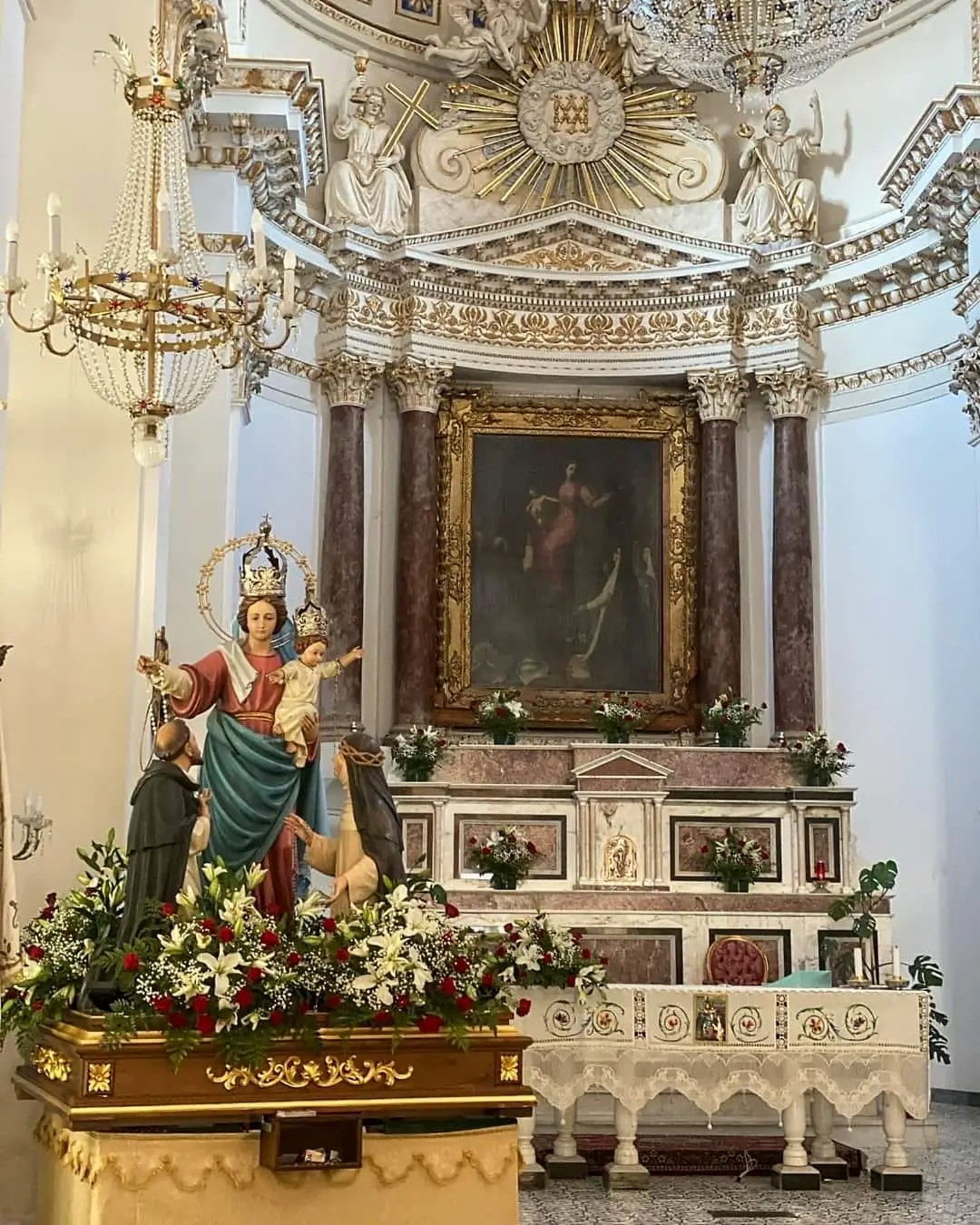
Altare maggiore

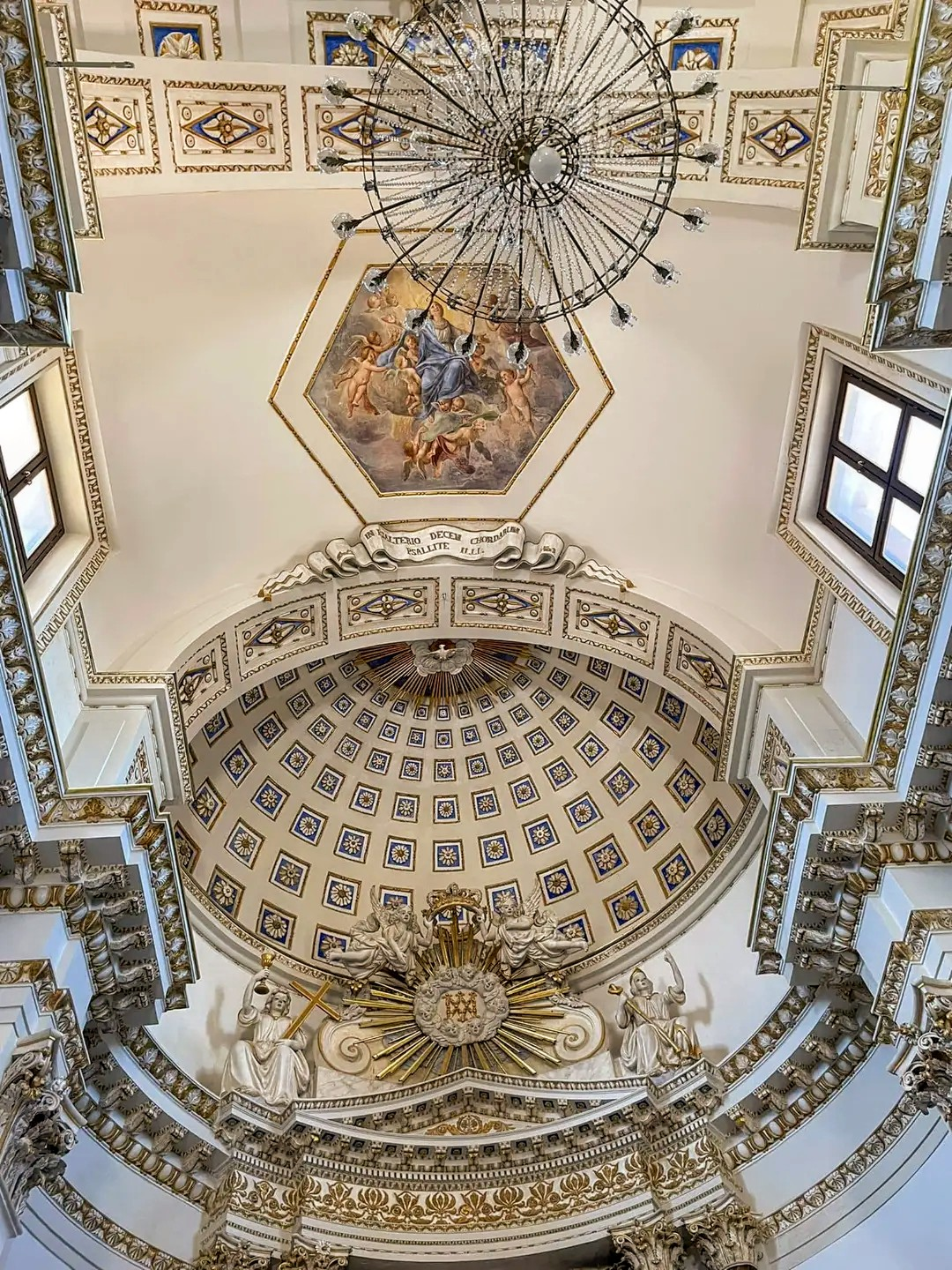
Stucchi

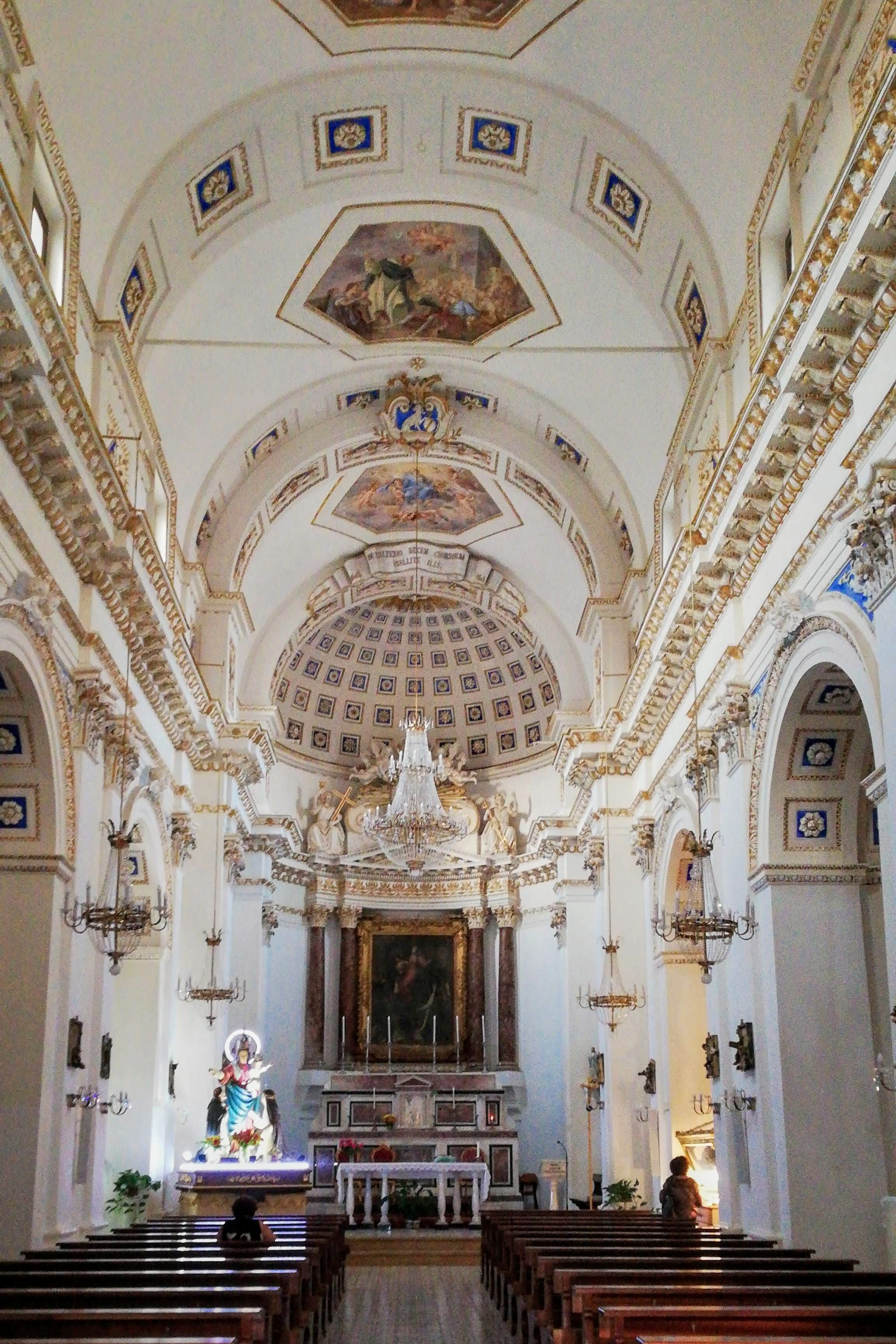

La chiesa presenta un'unica navata, con longitudine rivolta a ponente, possiede cinque altari laterali semicircolari, oltre al maggiore.
Il primo altare di destra è dedicato a San Vincenzo Ferreri con statua del santo in un'apposita nicchia, il secondo al santissimo crocifisso, con grande crocifisso scolpito in legno, il terzo espone l'urna del 1772 contenente il Cristo morto in pelle di addace del 1630.
Il primo altare di sinistra espone la statua lignea della Beata Vergine Maria del rosario, di ignoto autore, che porge la coroncina a san Domenico di Guzman, il secondo altare è invece dedicato a san Domenico, nel vano successivo è presente un'apertura sul corso Vittorio Emanuele.
Le cappelle laterali semicircolari, sono racchiuse in arcate a tutto sesto, decorate con stucchi che riportano motivi floreali, putti e festoni, e sono alternate da paraste binate sormontate da capitelli corinzi.
Le decorazioni in stucco vennero eseguite tra la fine del '700 e la prima metà dell'800 dal Signorelli e dai Fratelli Fantaguzzi da Barrafranca.
La volta della chiesa, a botte, è decorata da quattro affreschi del "Catanese", e rappresentano nell'ordine:
1. S. Vincenzo Ferreri nell'atto di fermare un muri fabbro mentre cade da un ponteggio;
2. S.Tommaso di Aquino che con la Summa Teologica confonde gl'increduli e si sente dire dal Crocifisso: «Bene scripsisti de me, Thoma»
3. S. Domenico,
4. La gloria di Maria Vergine in cielo.
Il pavimento della chiesa è rivestito da piastrelle in maiolica policrome.
Nella controfacciata, in una apposita cantoria, sorretta da due pilastri a sezione quadrata, è collocato un antico organo a canne.

## Opere d'arte

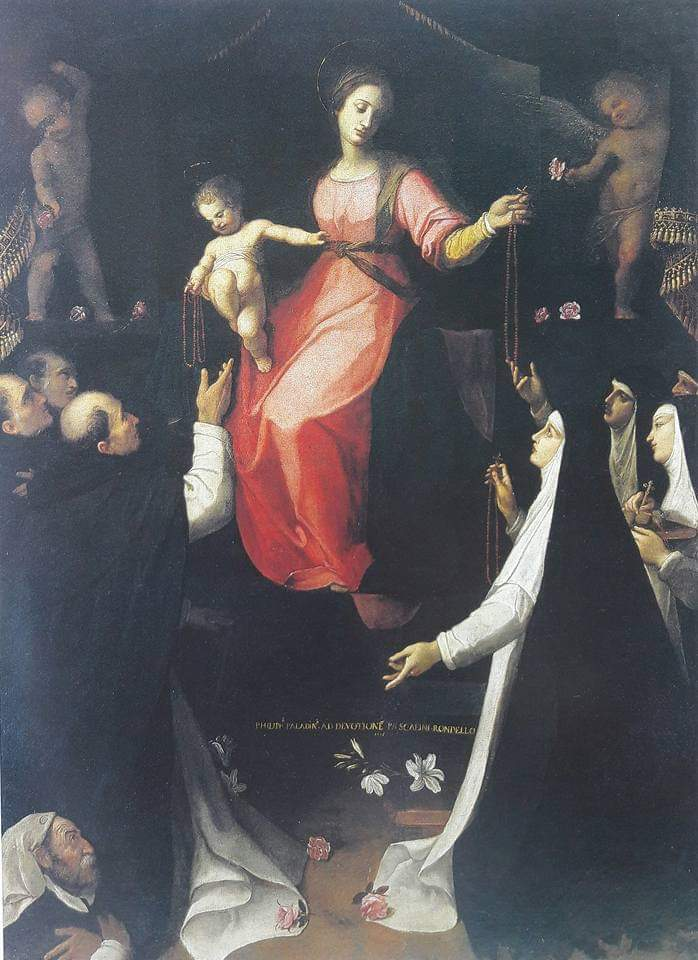
F. Paladini, la Madonna del rosario

### La tela della Madonna del Rosario di Filippo Paladini
Collocato nell'abside semicircolare si trova l'altare maggiore in marmi policromi, sormontato da colonne in stucco che sorreggono un timpano a sua volta sormontato da putti e figure allegoriche. Al centro dello stesso è esposta una grande e pregevole pala d'altare raffigurante la vergine del Rosario, opera del 1608 del pittore fiorentino Filippo Paladini, che ai piedi della Vergine volle dipingere se stesso a mani giunte, vestito col cappuccio domenicano.
In basso, ai piedi della Vergine, si legge: Filippus Paladini Pn, ex devotio Pasca. Rondello 1608. La tela fu, infatti, commissionata a spese e per devozione da Pasquale Rondello

### Il simulacro del Cristo morto

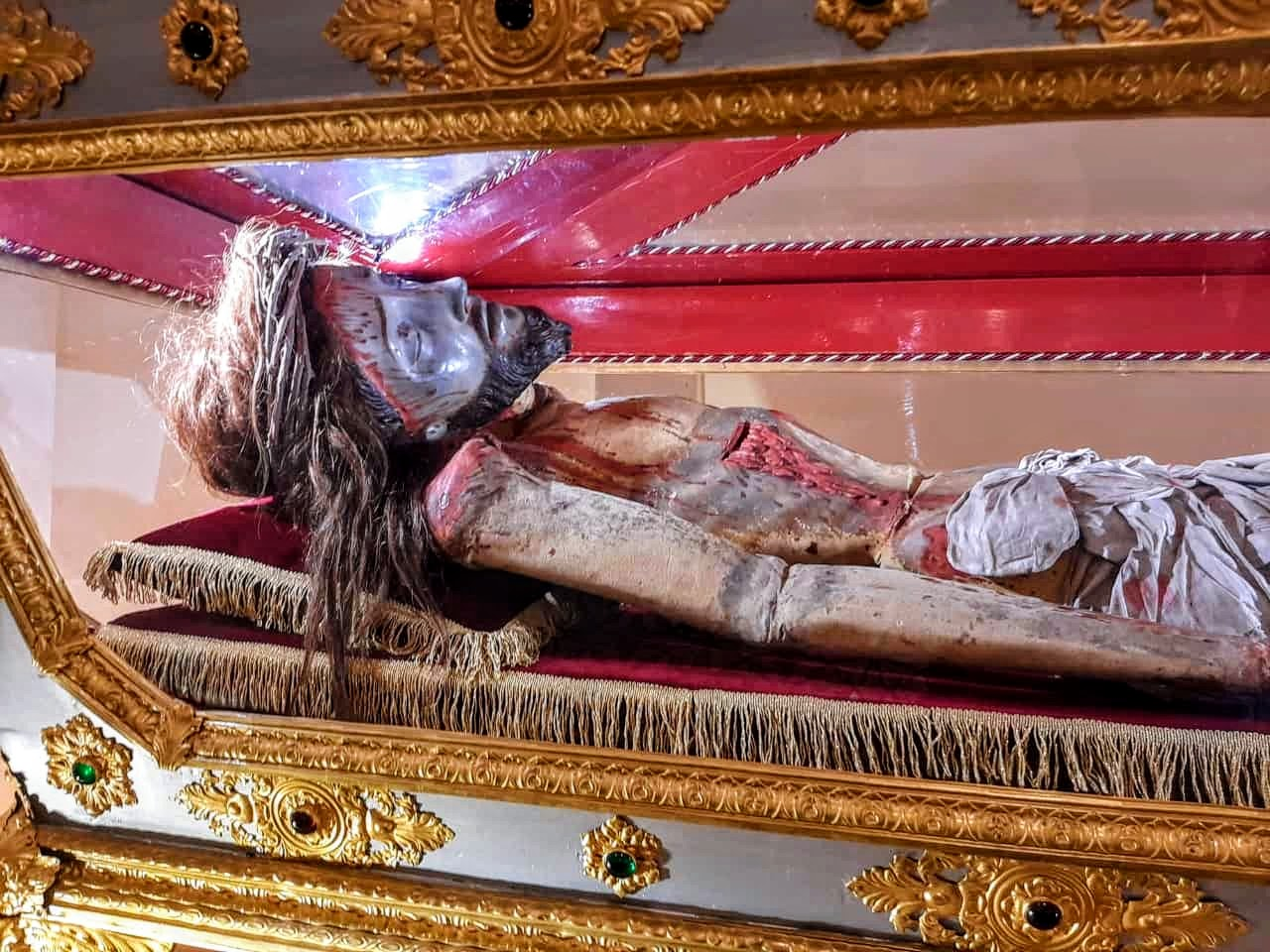
Il Cristo morto in pelle di addace

Degno di nota è il simulacro del Cristo morto in pelle di antilope africana, di dimensioni naturali, e movibile, che viene portato in processione il venerdì santo, all'interno dell'urna del 1772, dalla confraternita di Maria SS. Rosario.
Le notizie storiche sul artistico simulacro sono riportate da Pietro di Giorgio - Ingala:
(Pietro di Giorgio Ingala, Mazzarino, Ricerche e considerazioni storiche, 1900)

## Il convento dei frati predicatori domenicani
L'attiguo convento dei frati predicatori domenicani presenta una struttura architettonica molto semplice, come prescriveva la regola dell'ordine. Vi si accede direttamente dalla piazza Riccardo Colajanni, che immette sull'ampio cortile caratterizzato da un porticato con archi a tutto sesto sorretti da pilastri a sezione quadrata in pietra arenaria, cui si aprono gli ingressi che conducono ai piani superiori in cui erano ubicate le antiche celle dei monaci, il refettorio e la ricca biblioteca.

## Galleria d'immagini

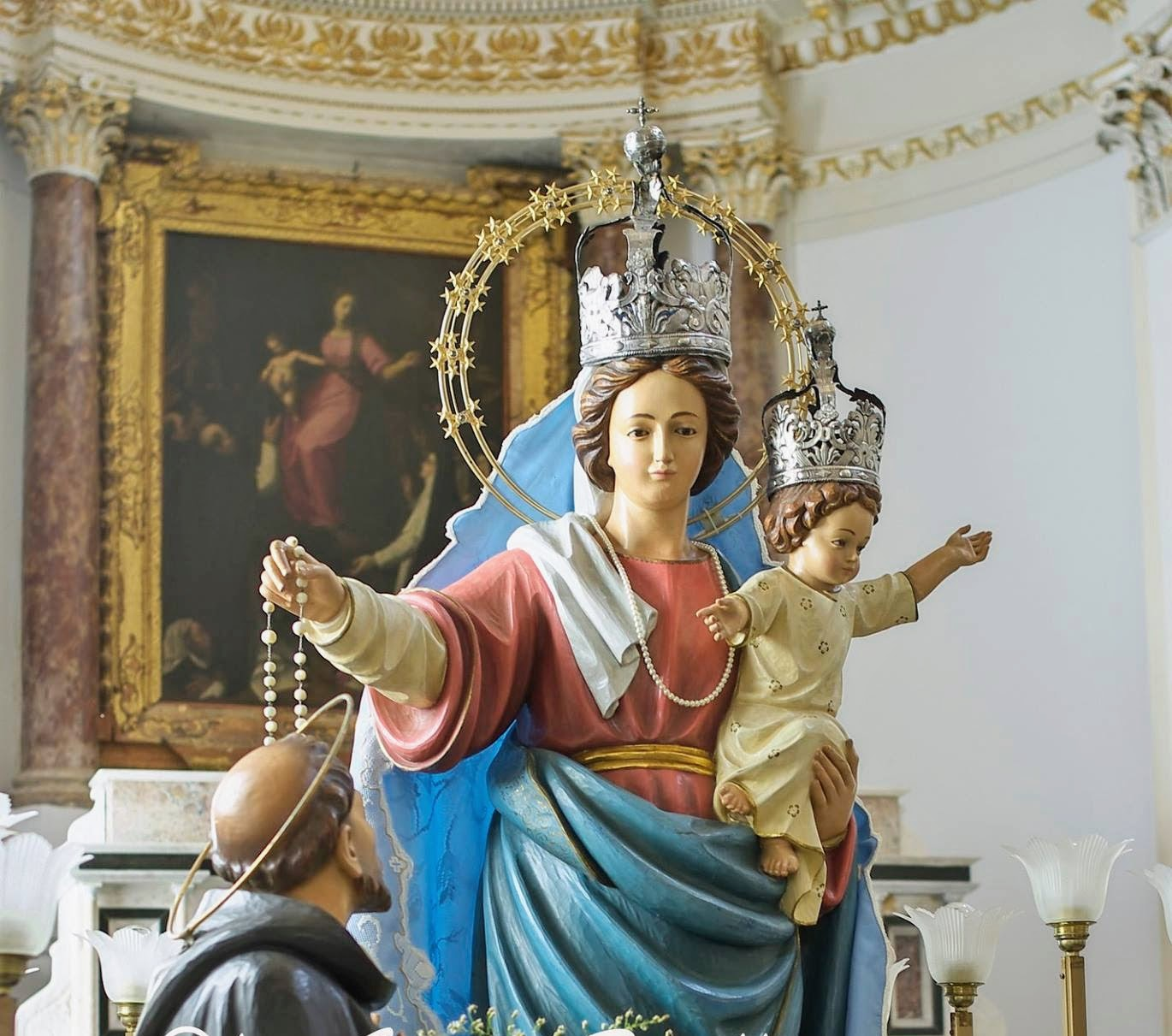
La statua della Madonna del rosario e tela del Paladini
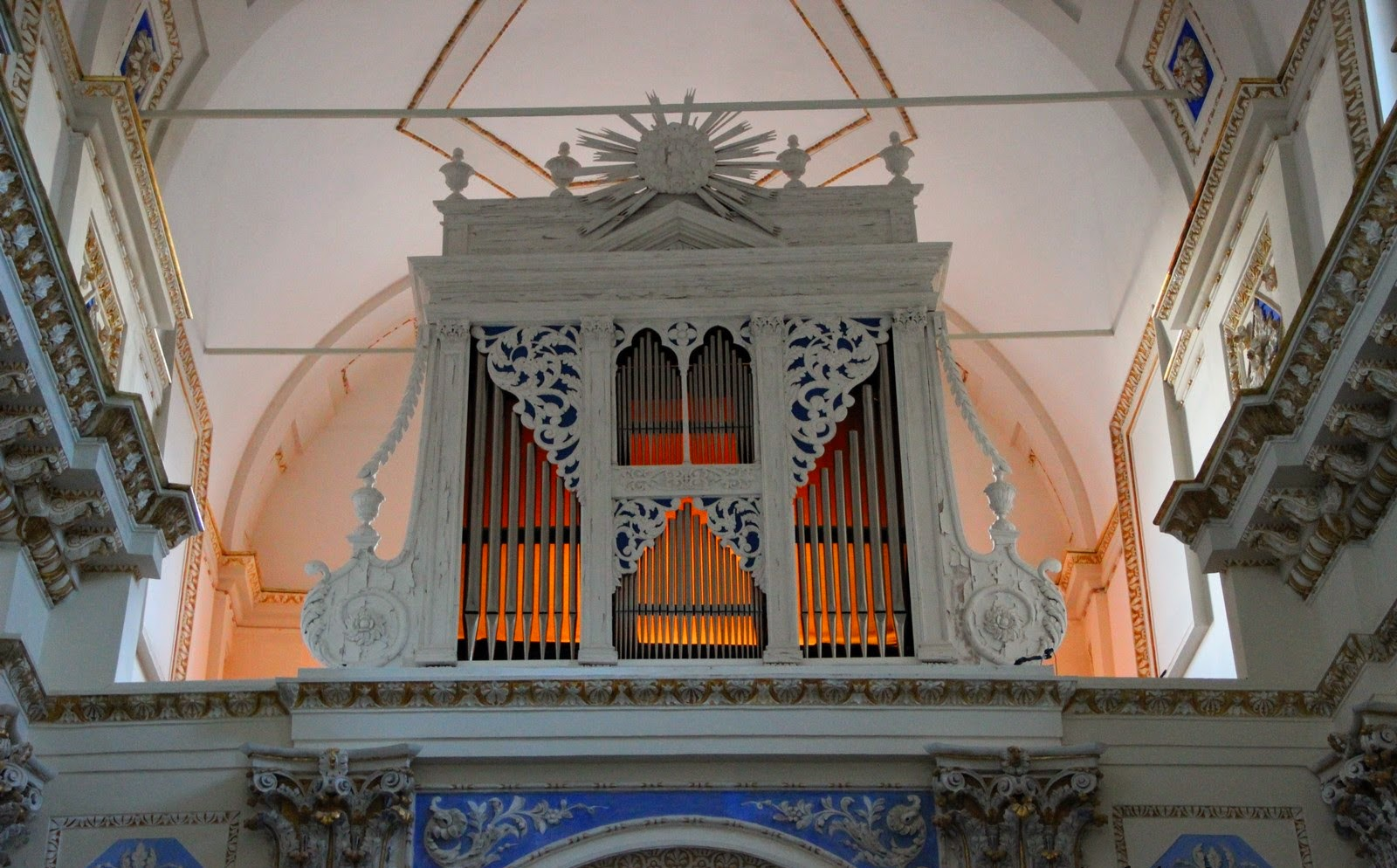
Organo a canne
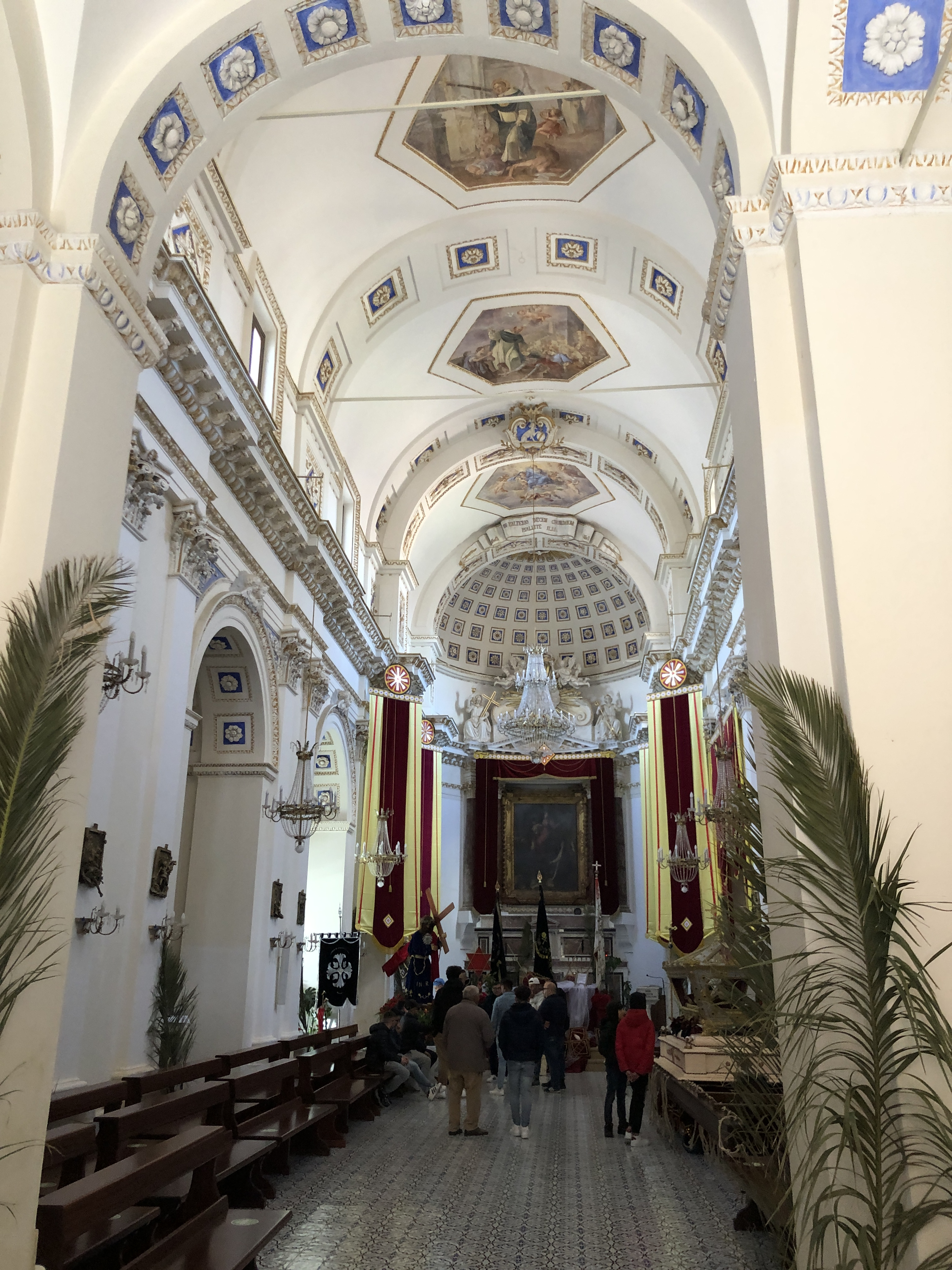
interno
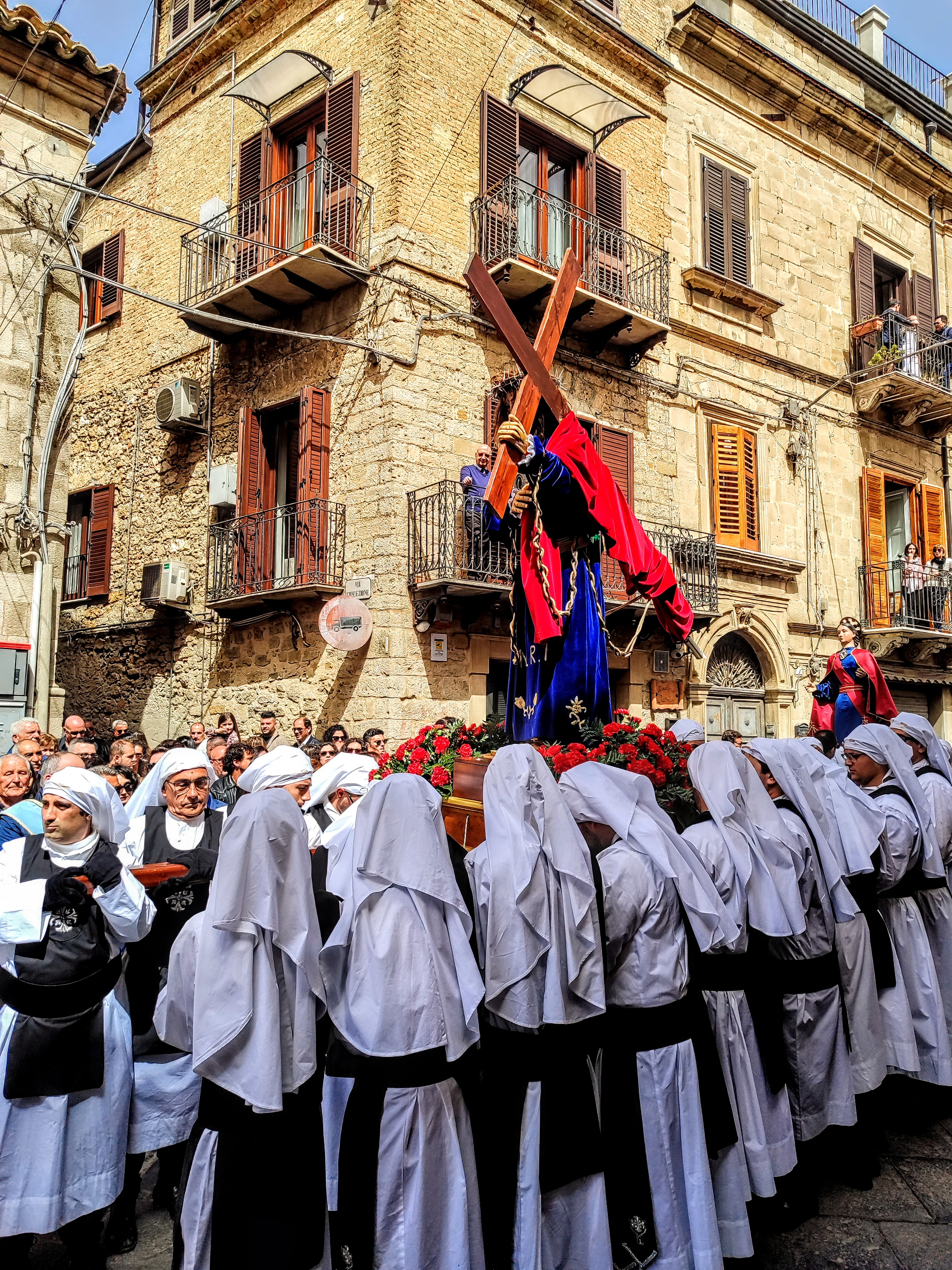
processione del venerdì santo
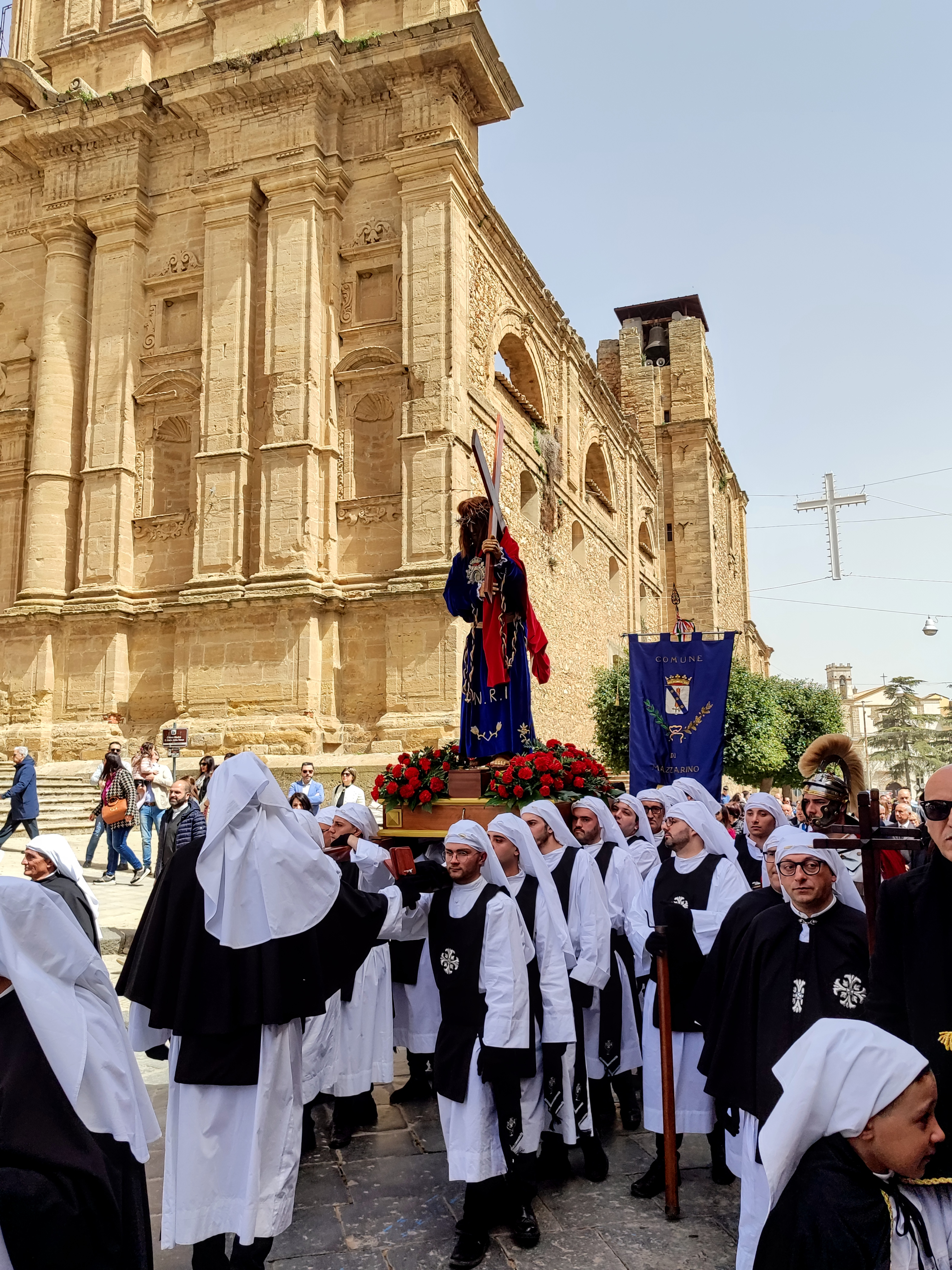
Venerdì santo
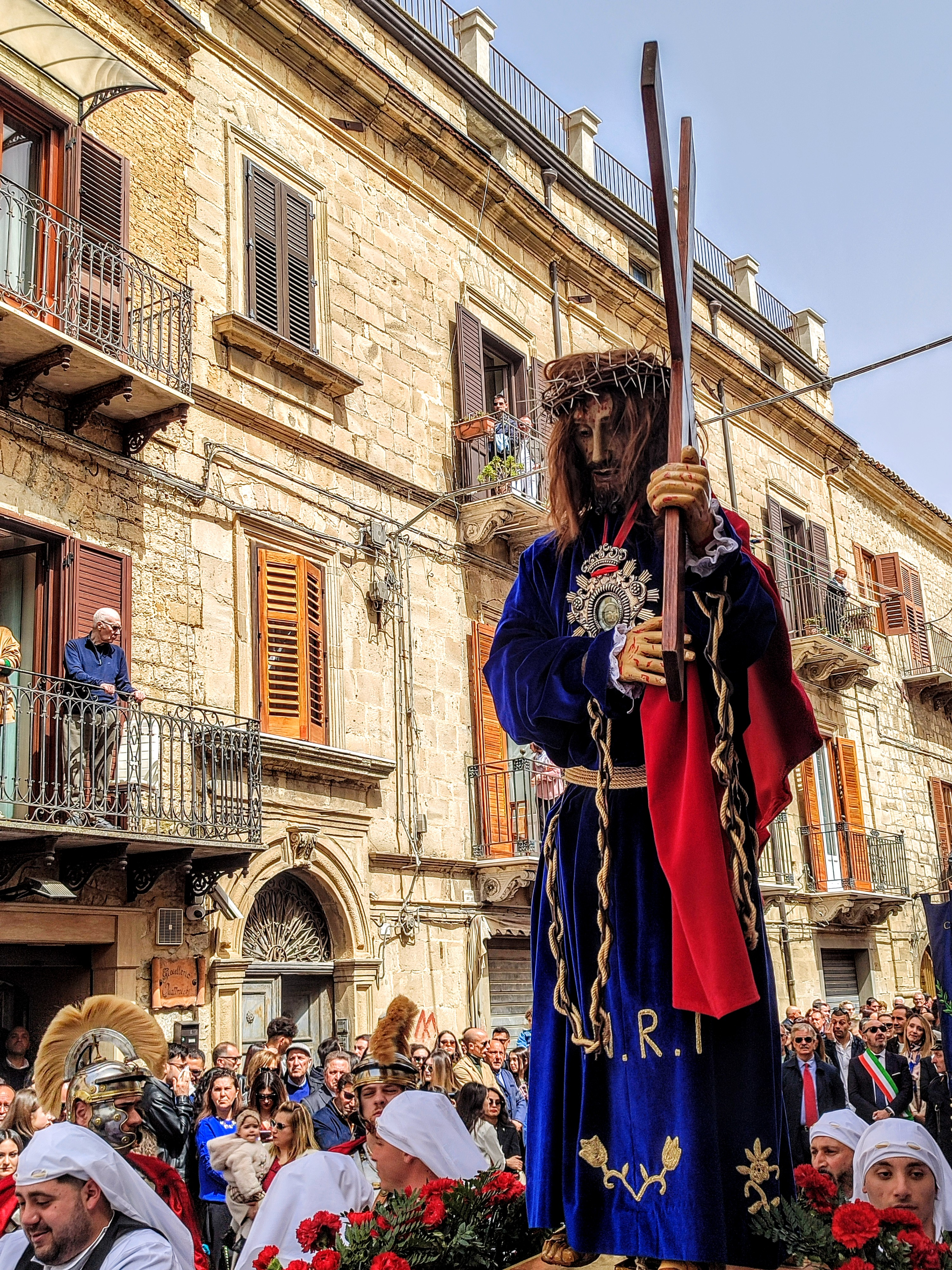
Settimana santa - processione del venerdì santo
Confraternita - processione venerdì santo - Mazzarino
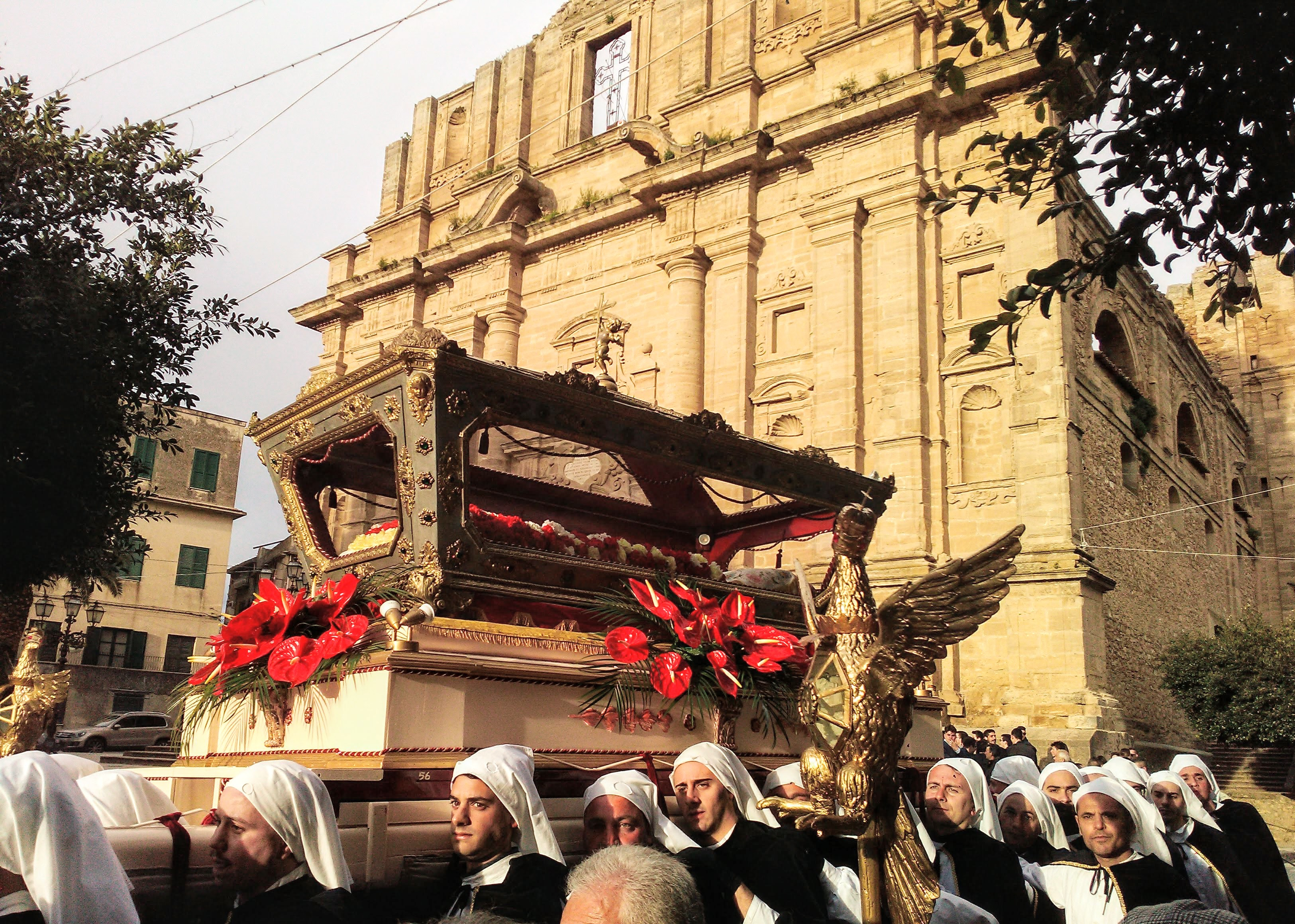
processione del venerdì santo - urna del Cristo morto
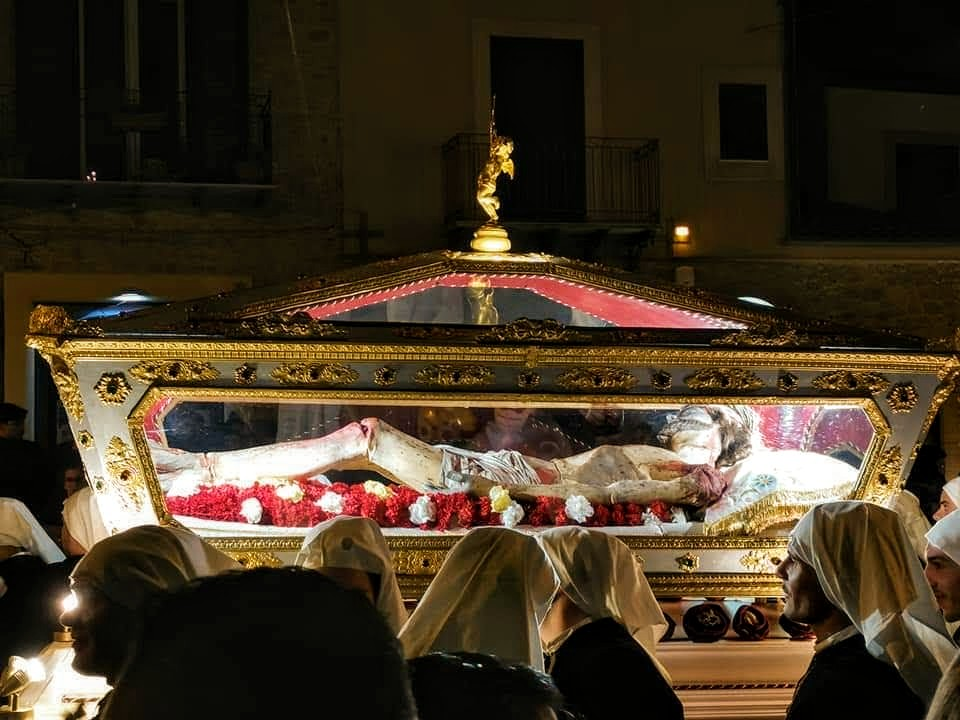
Processione del Cristo morto - venerdì santo
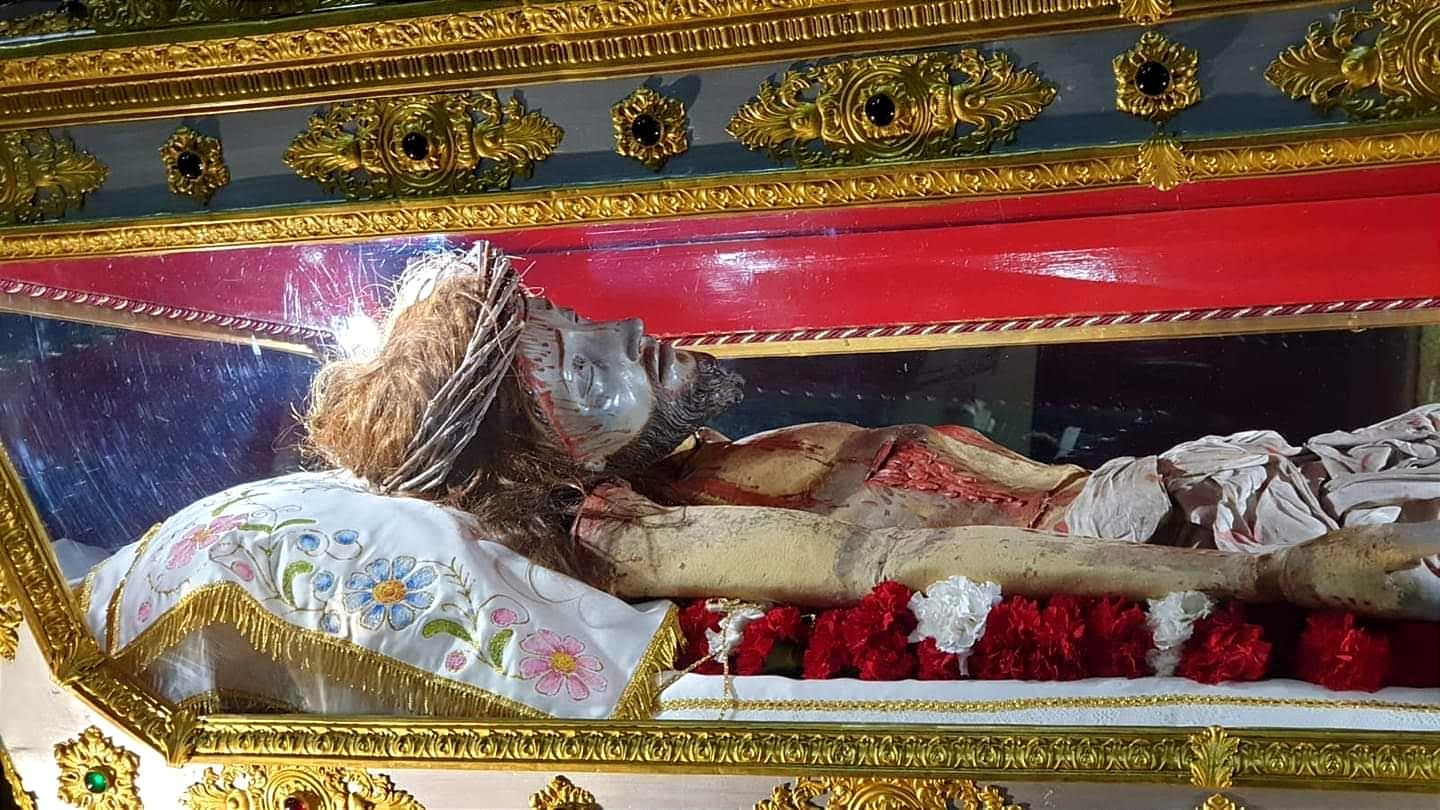
Cristo morto
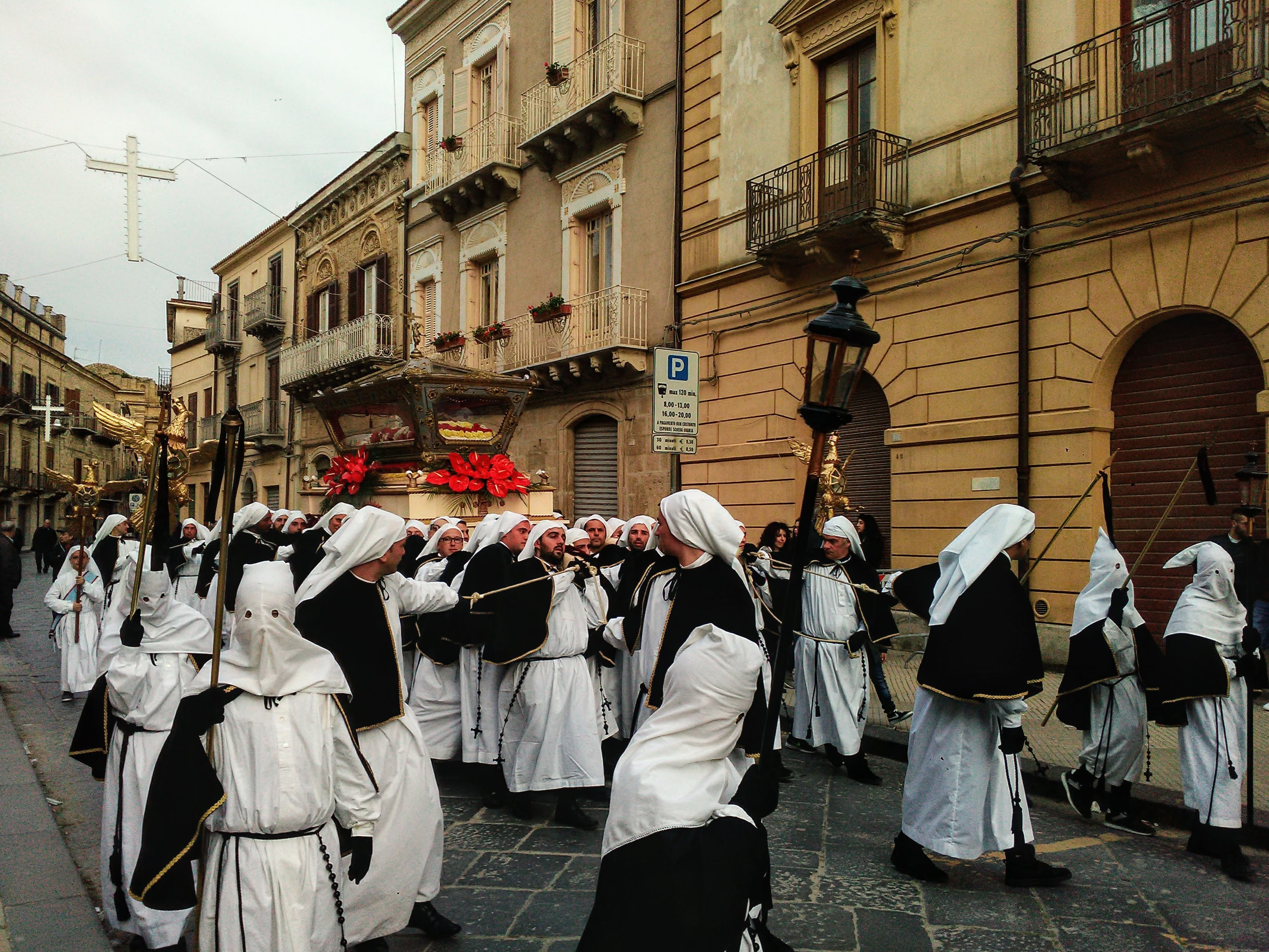
Settimana santa
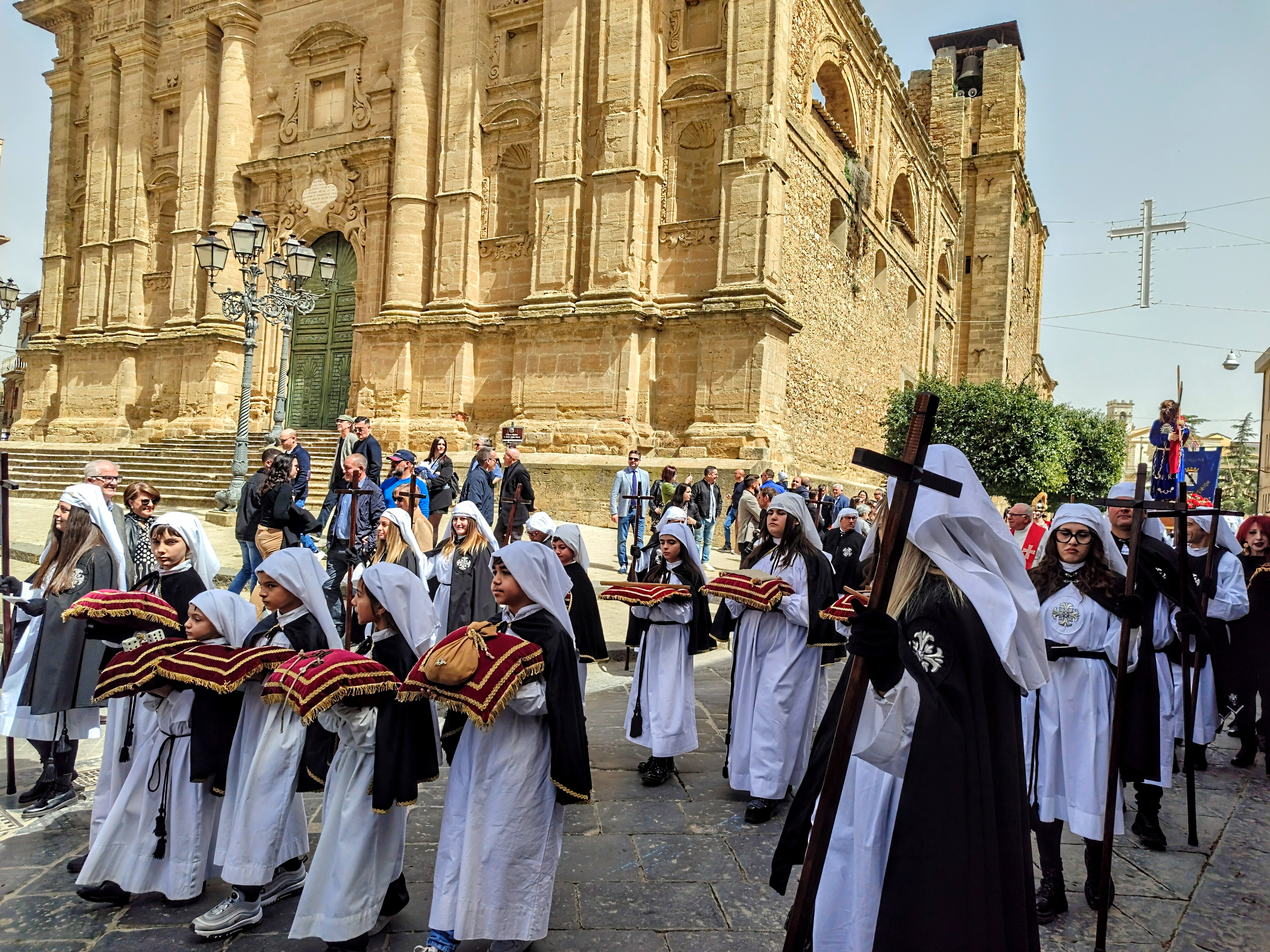
venerdì santo
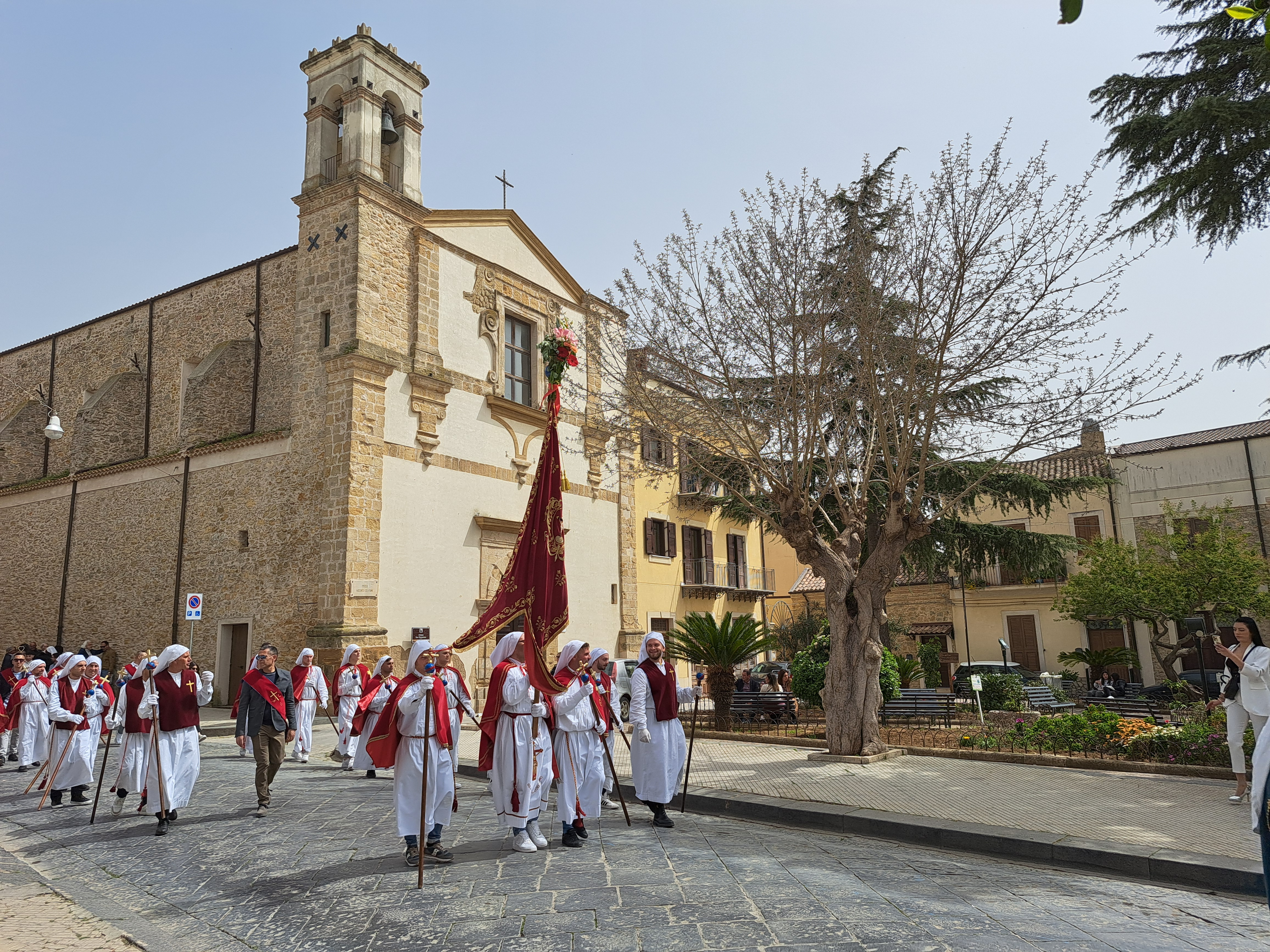
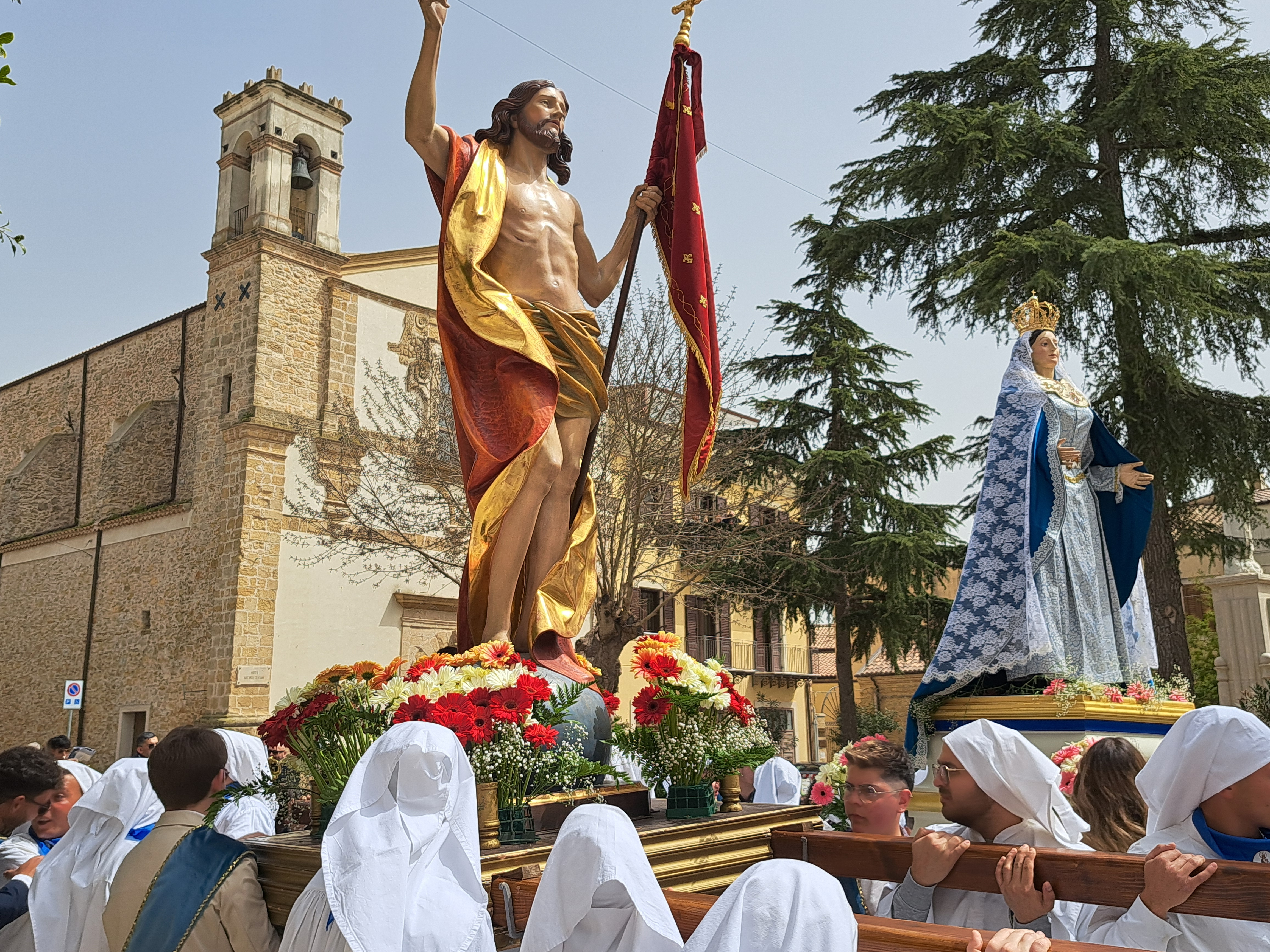
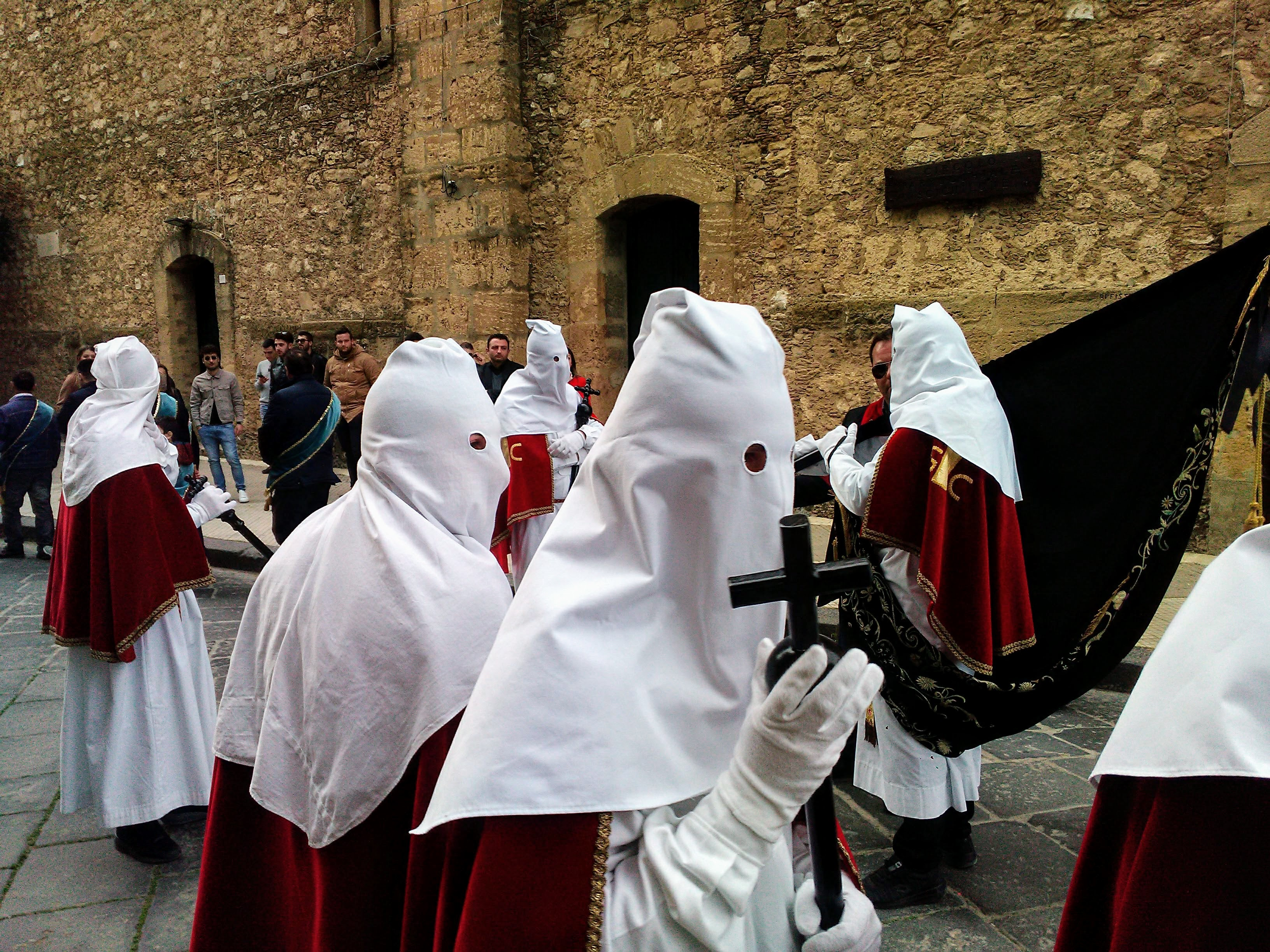
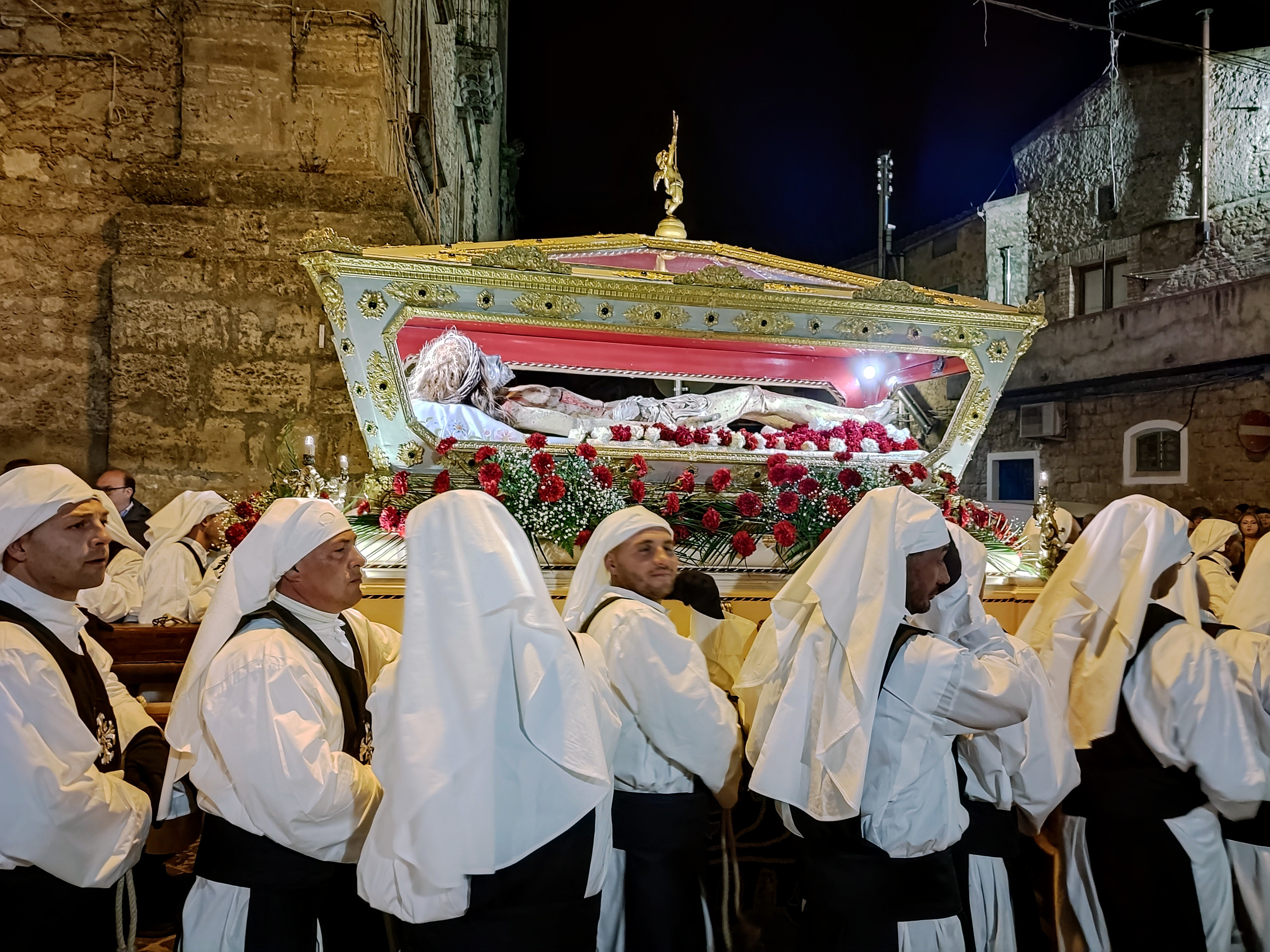
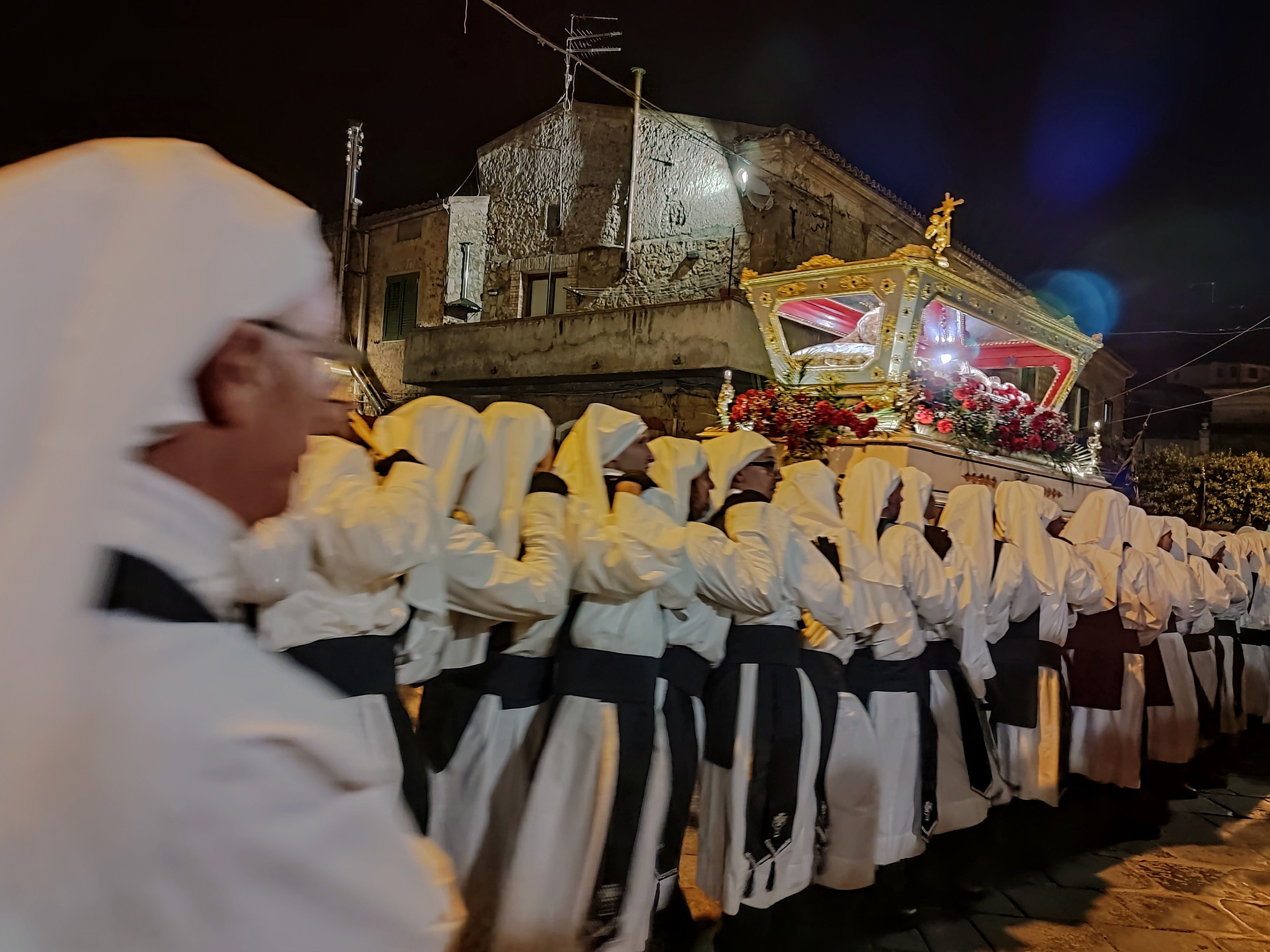
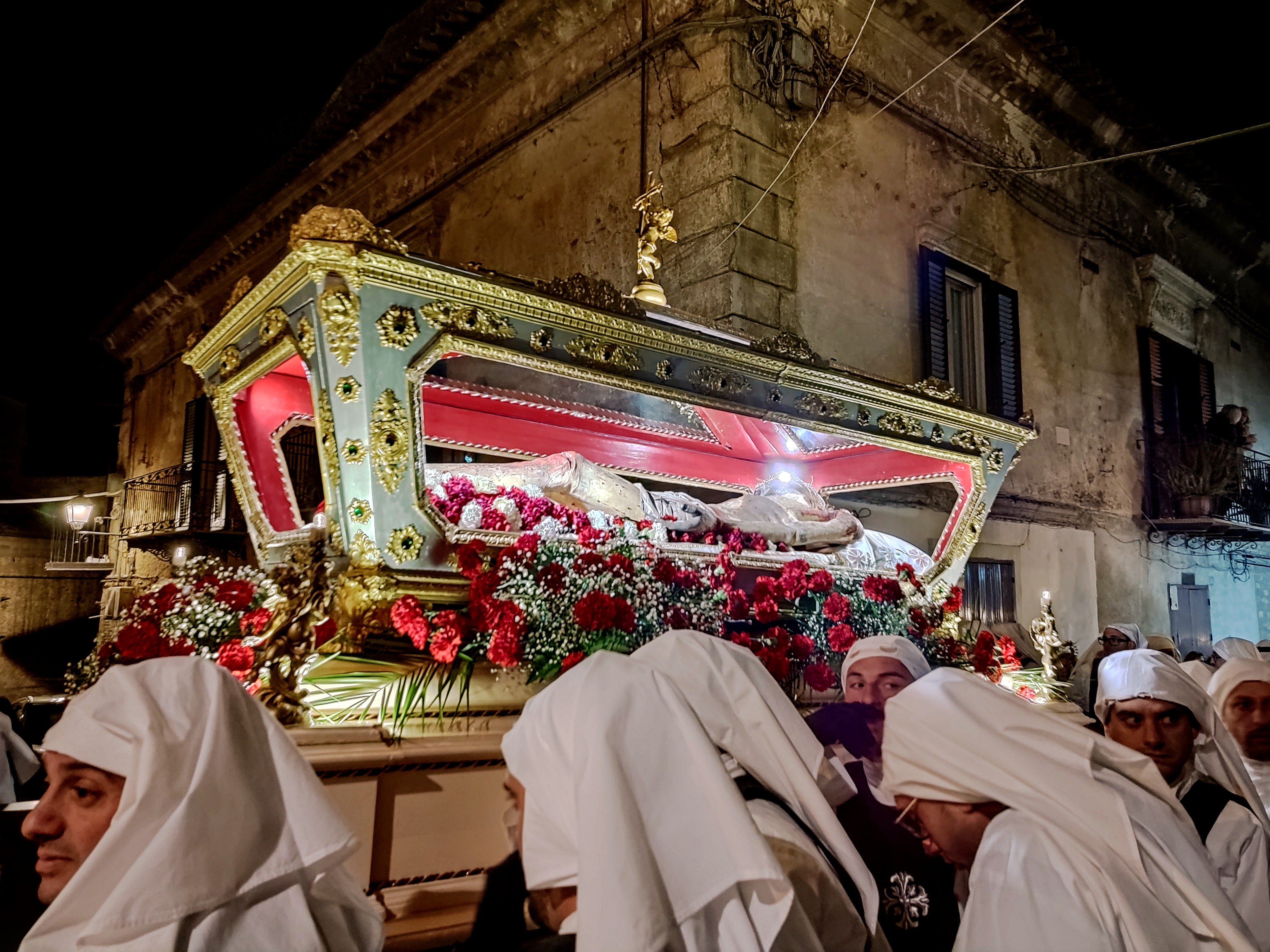
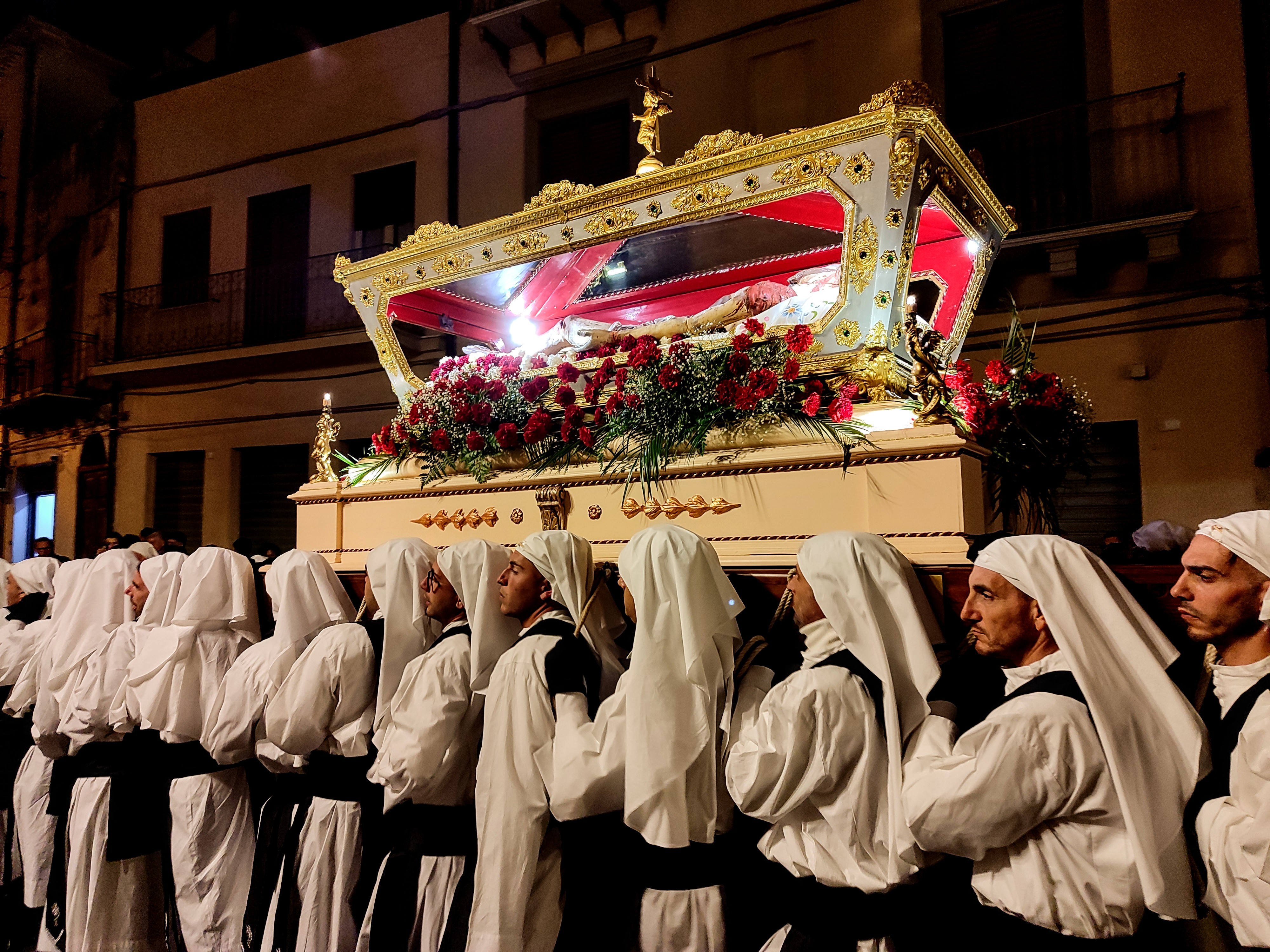
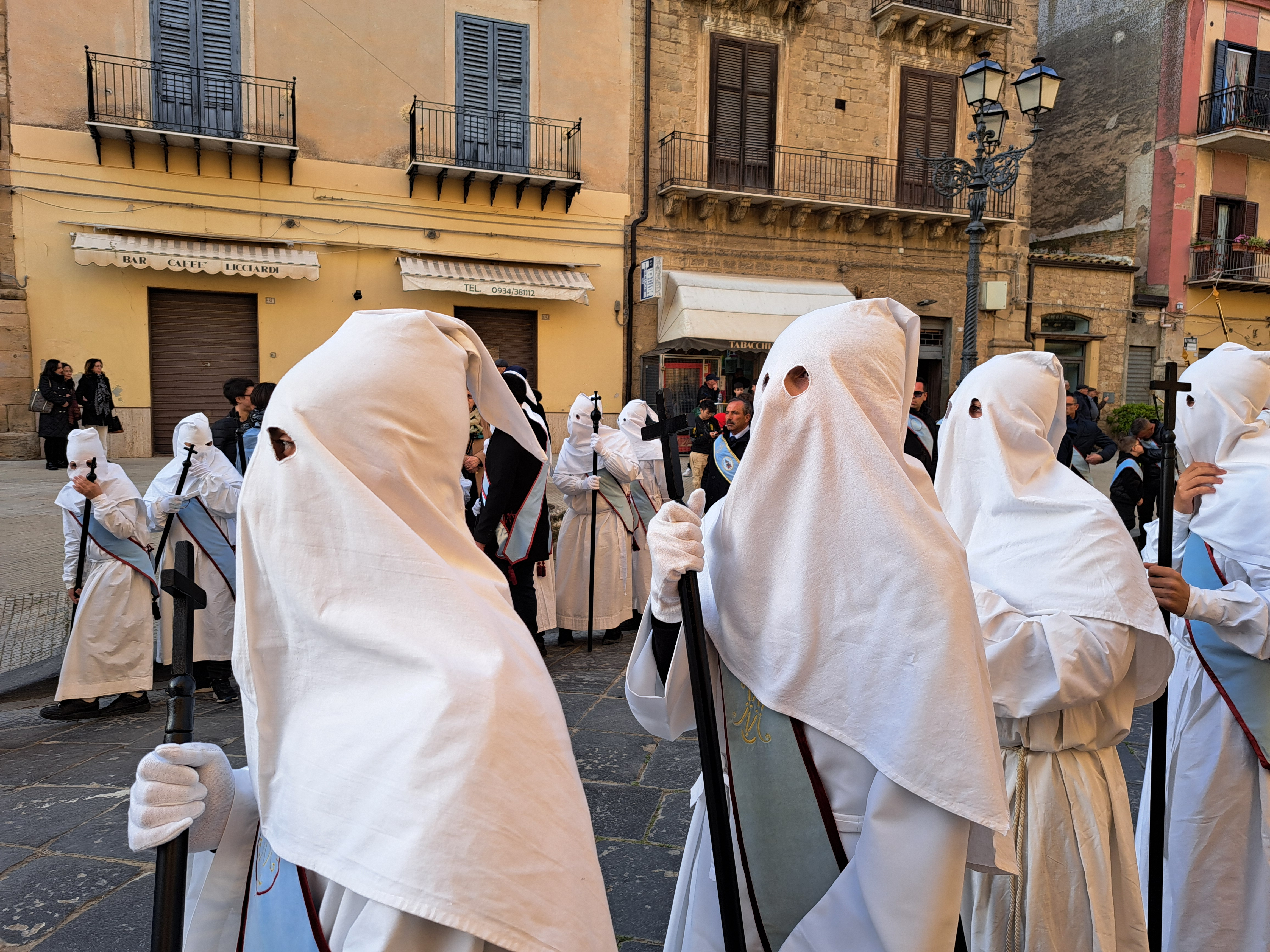
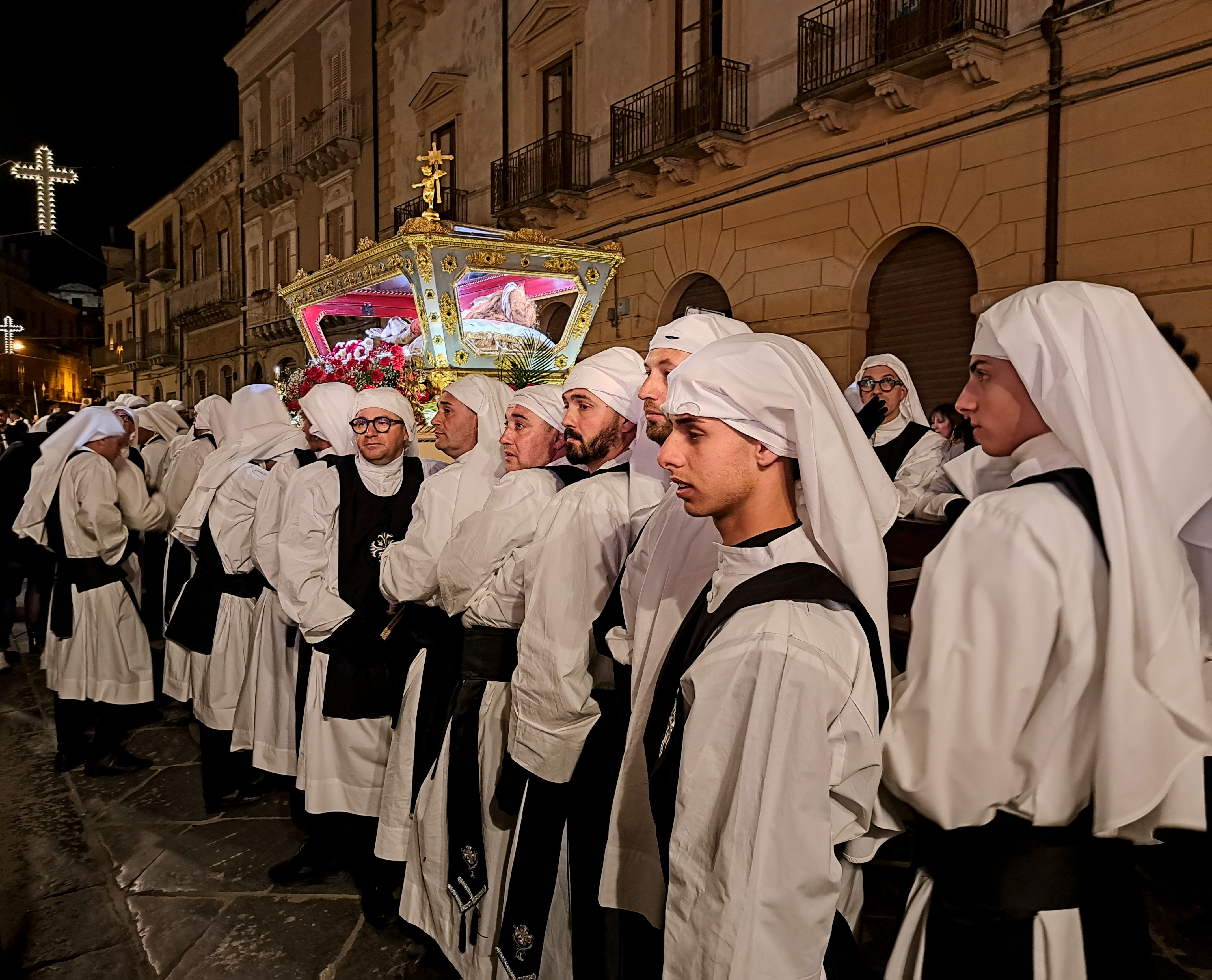
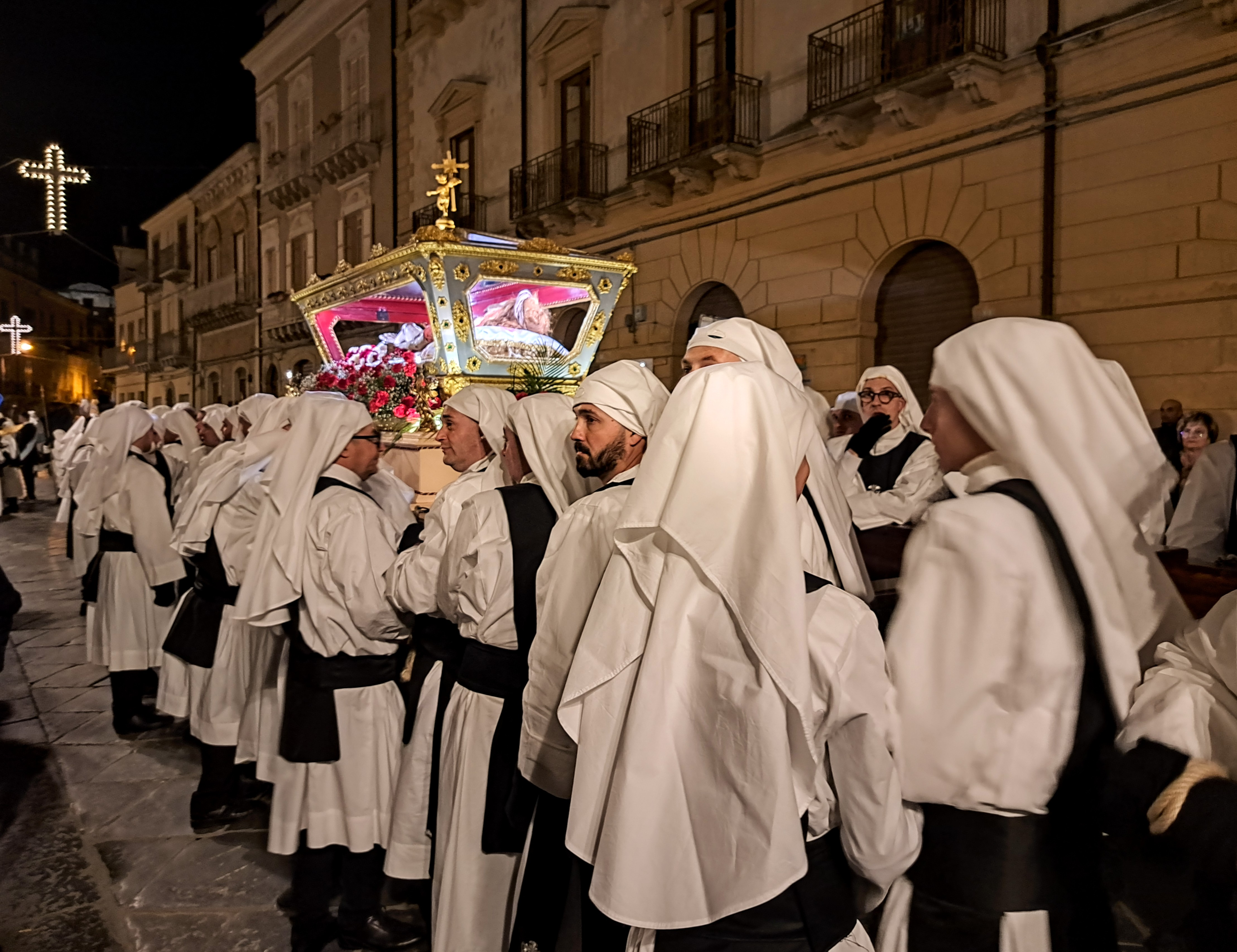
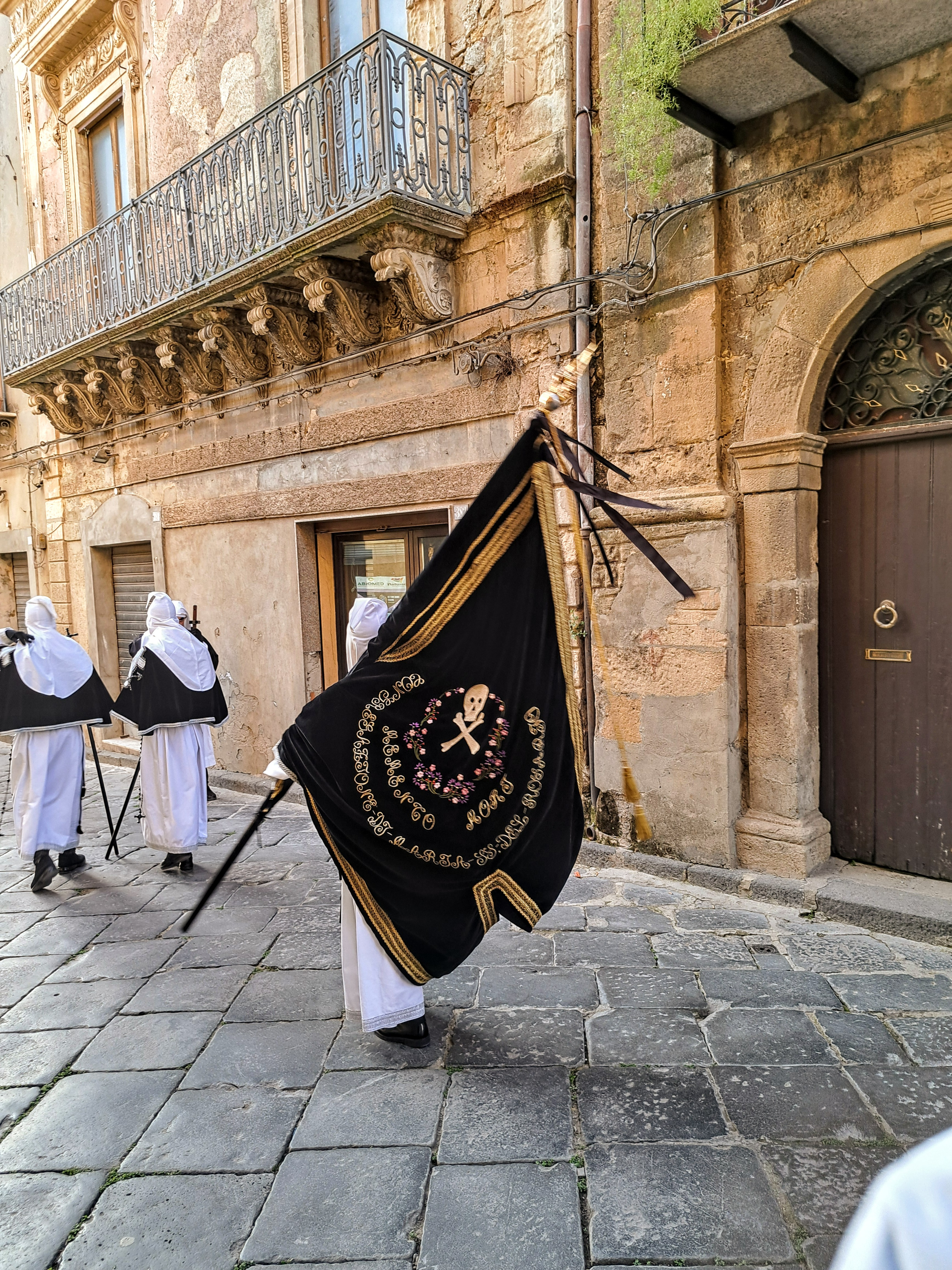
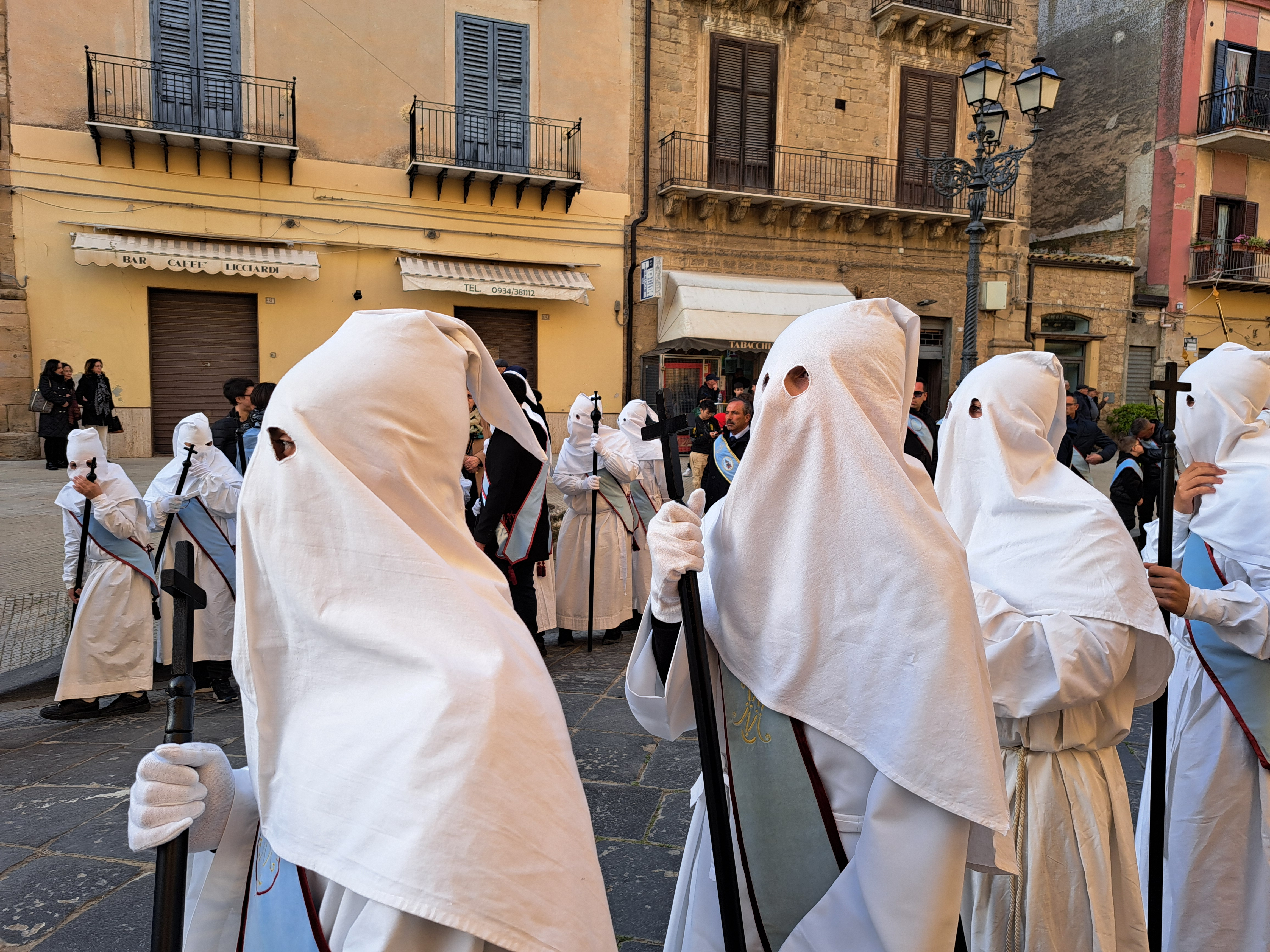
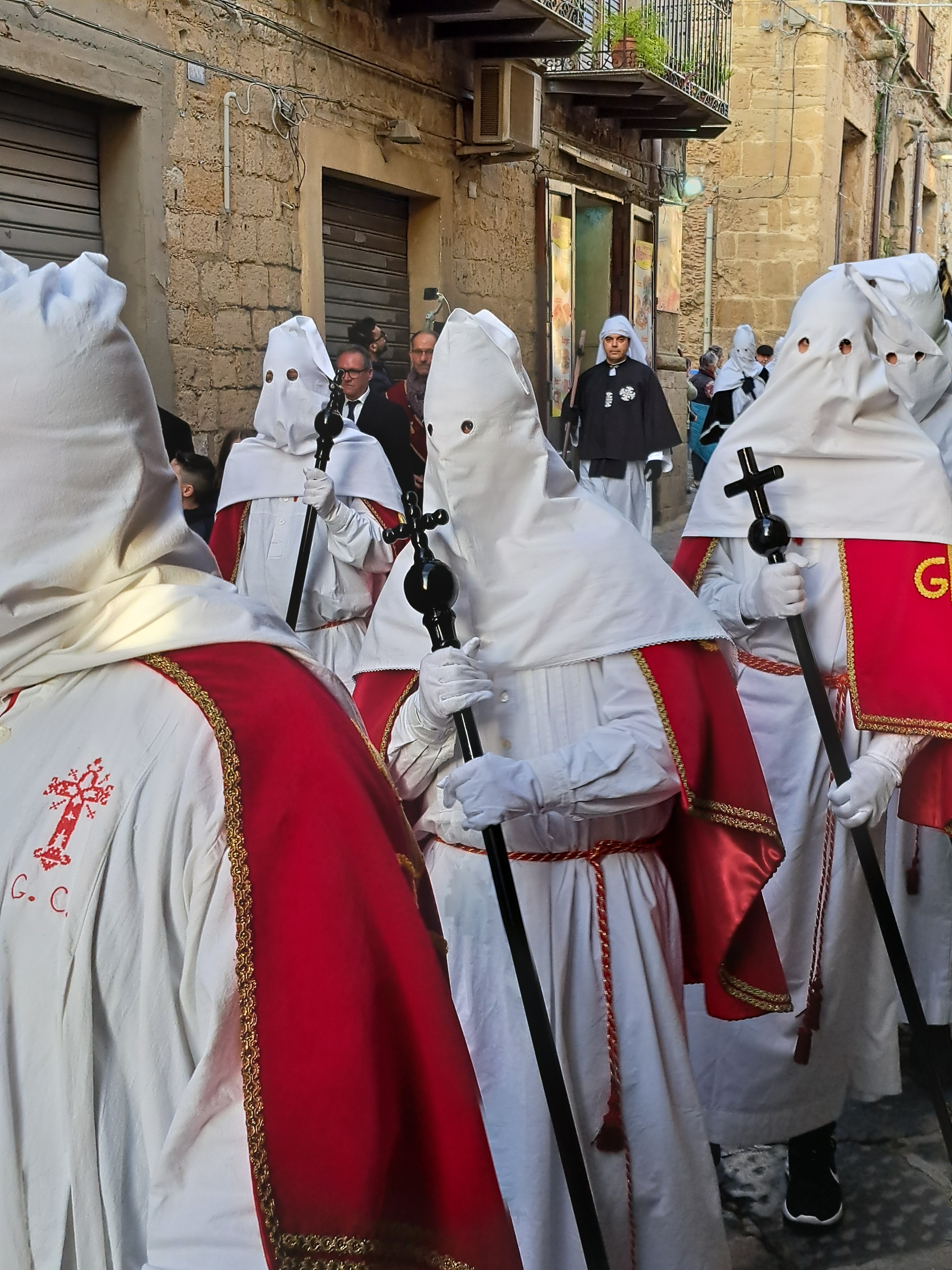
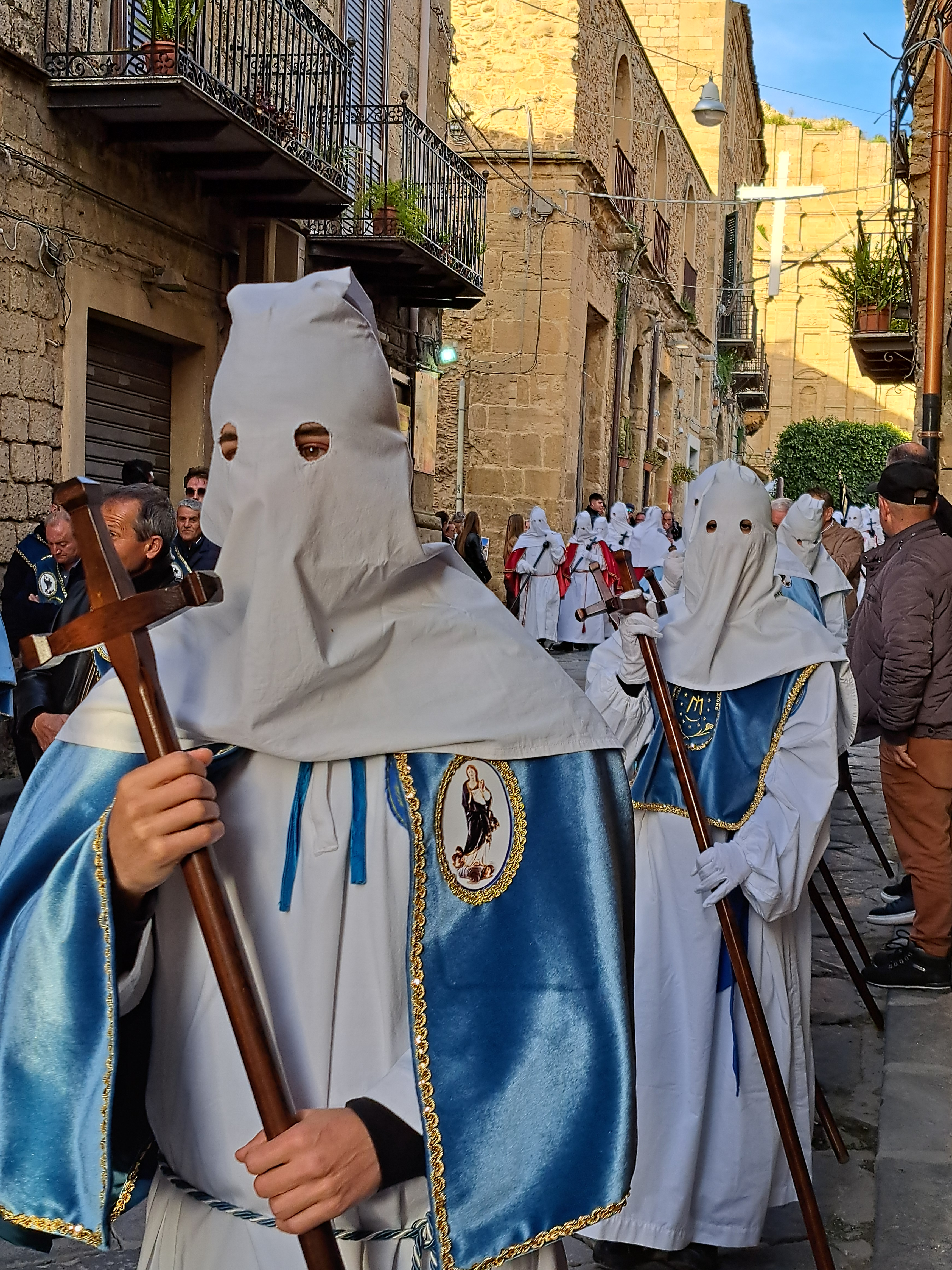
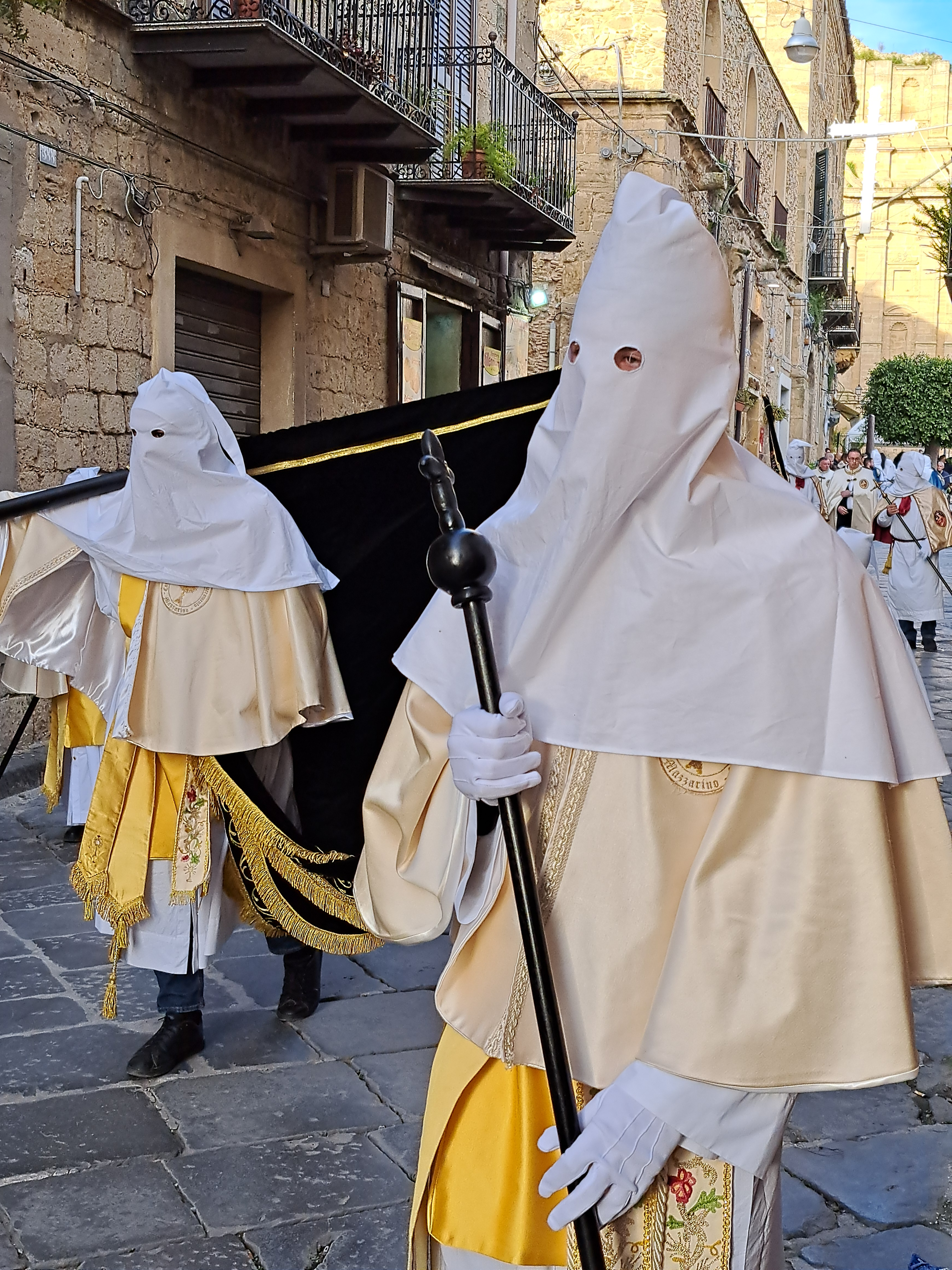
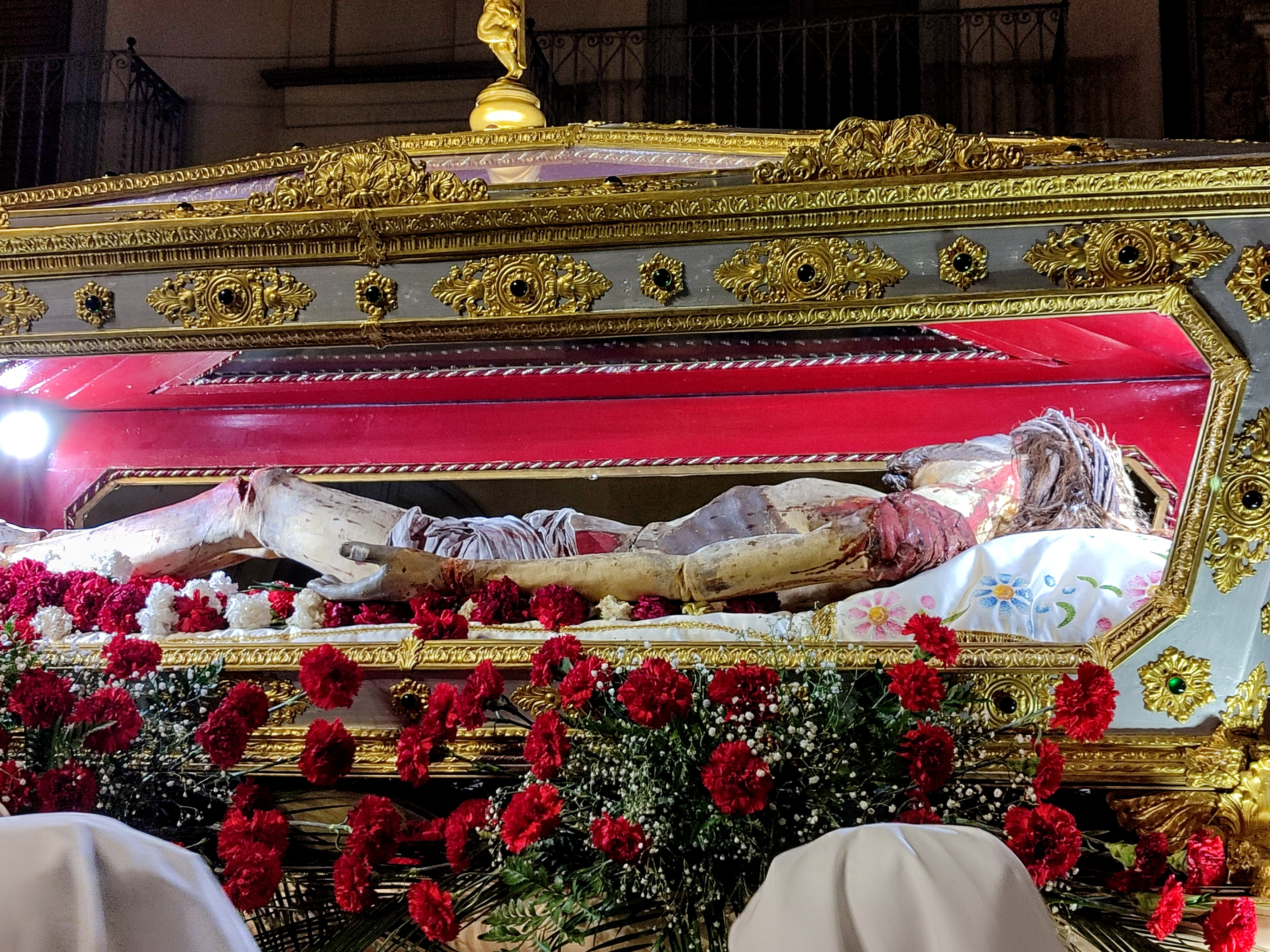
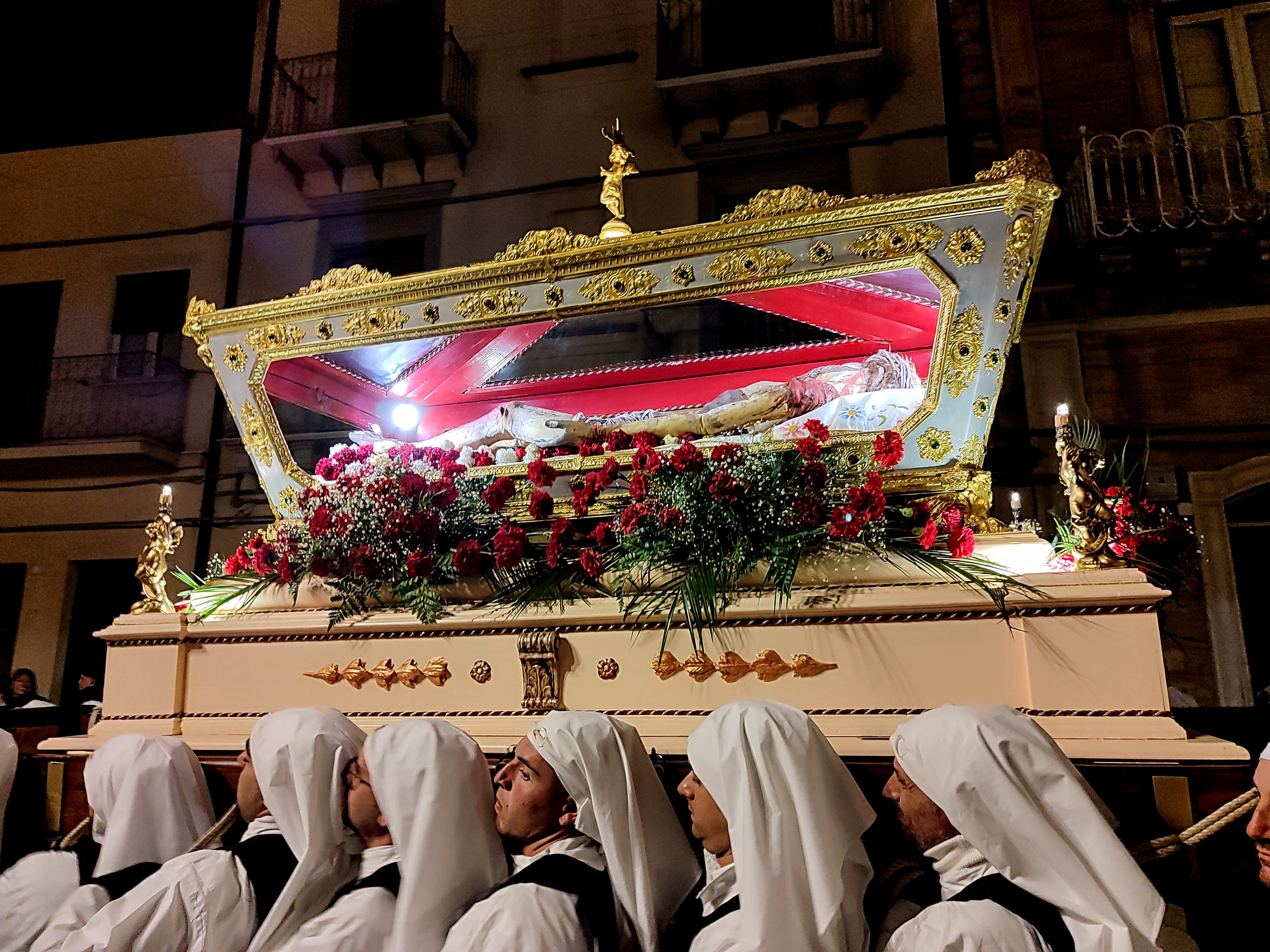
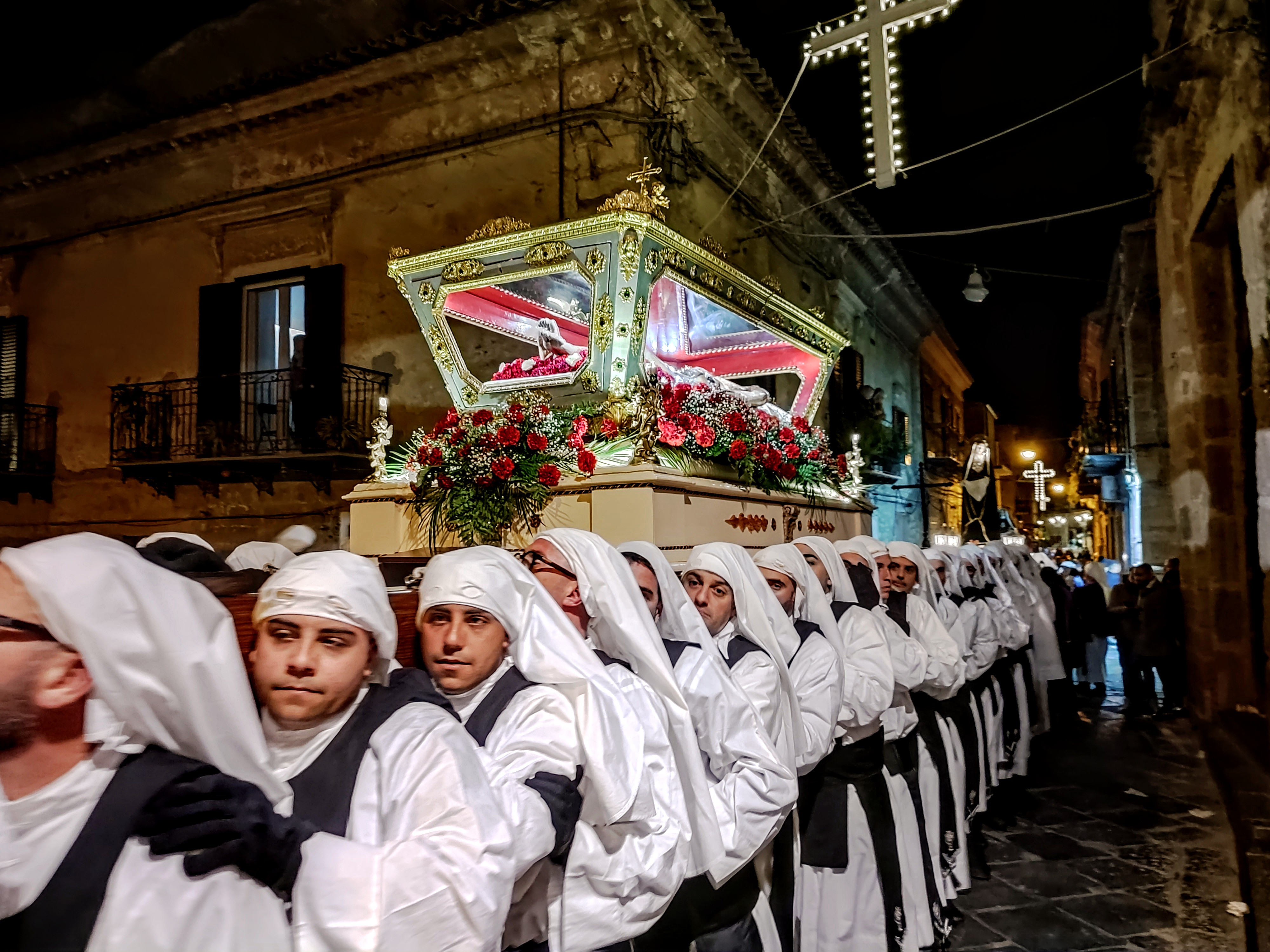
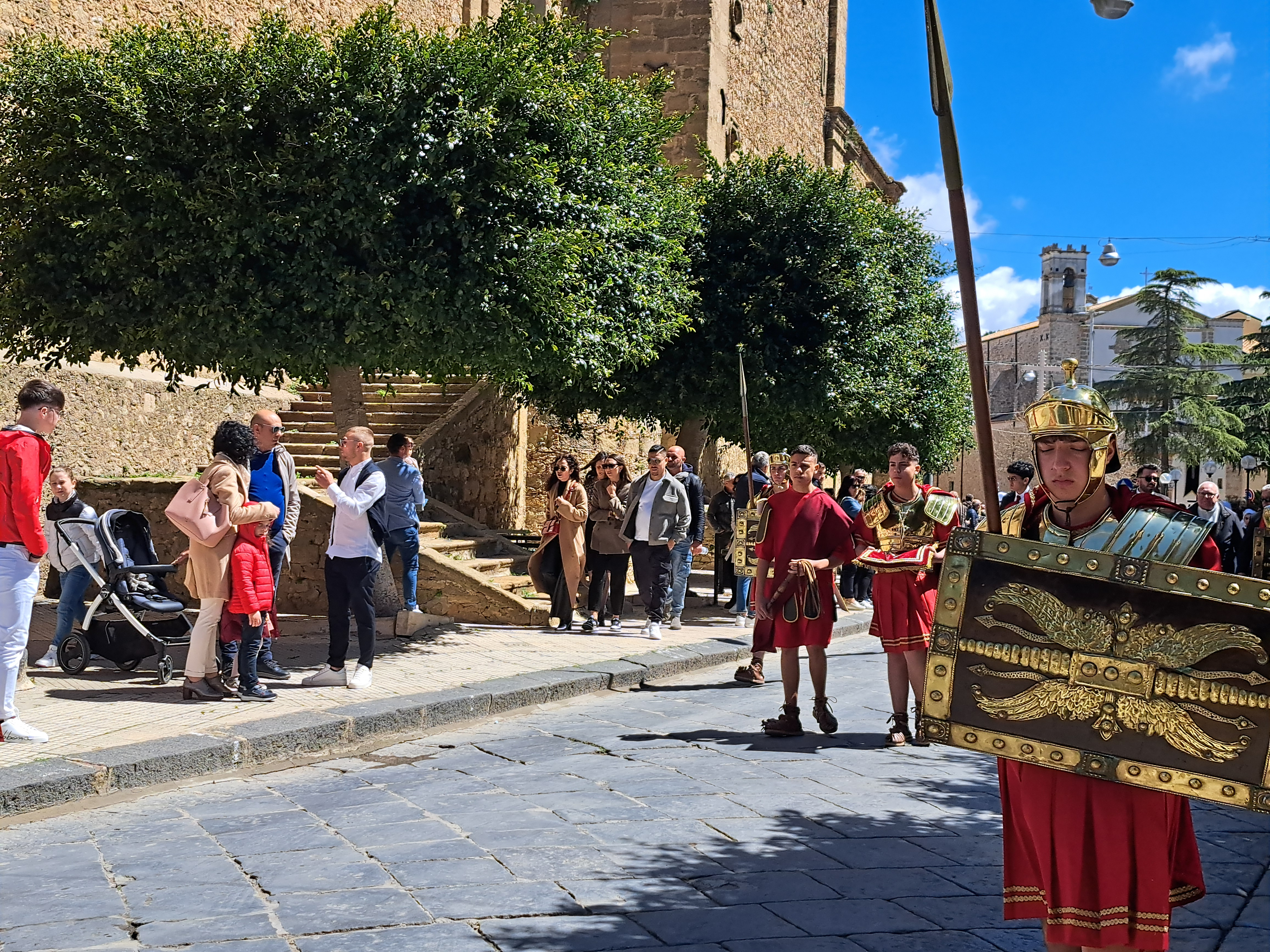
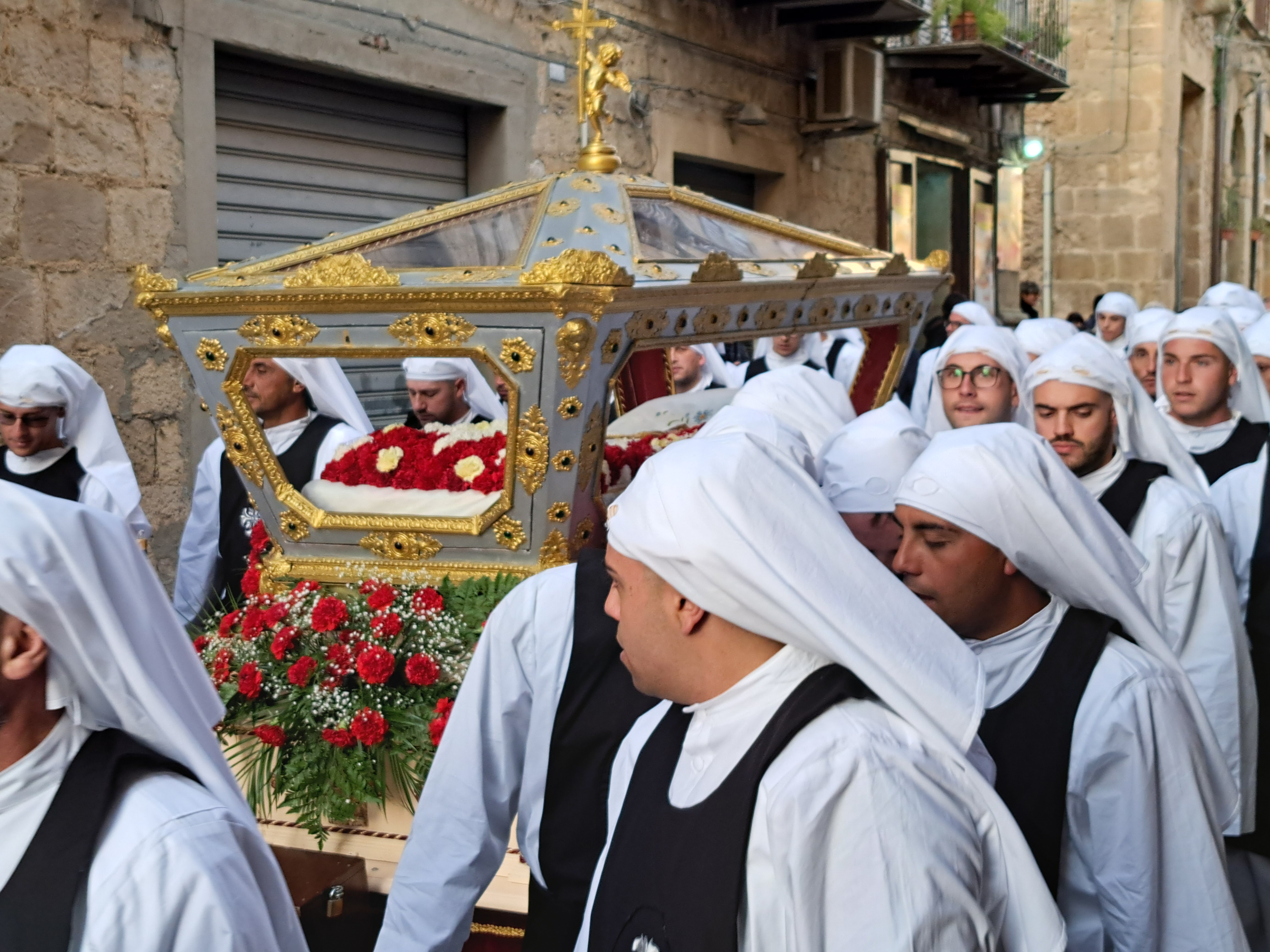
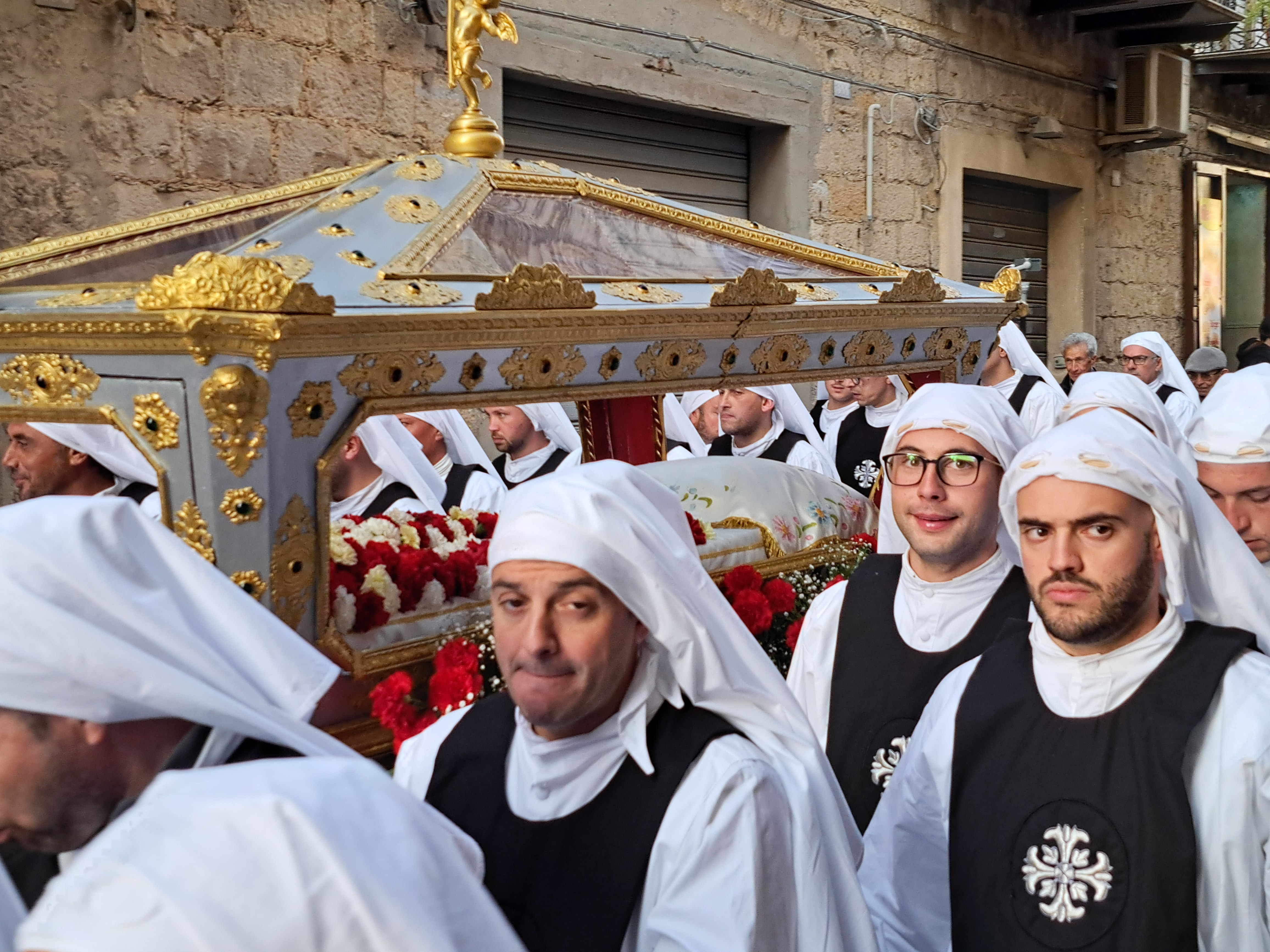
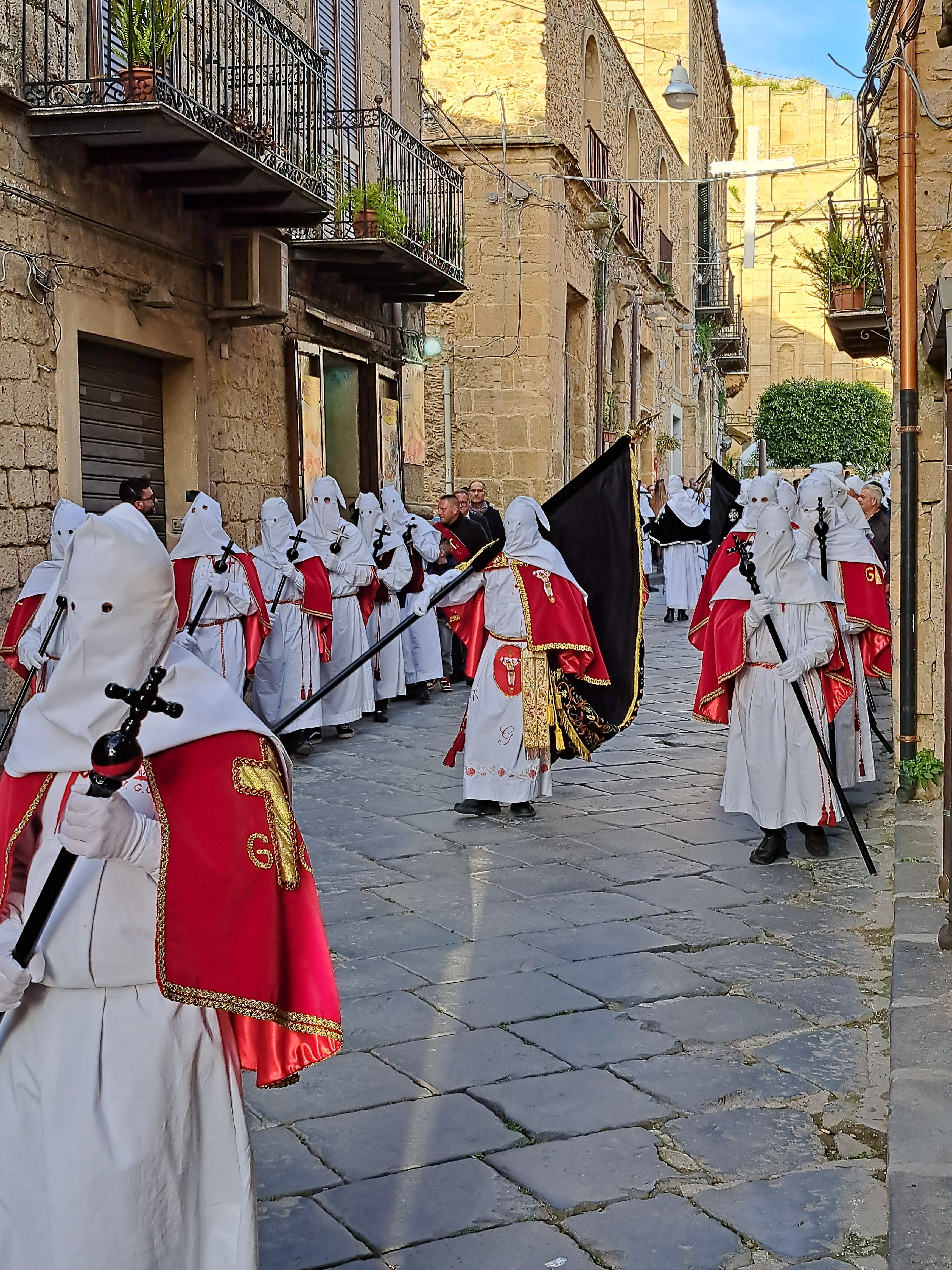
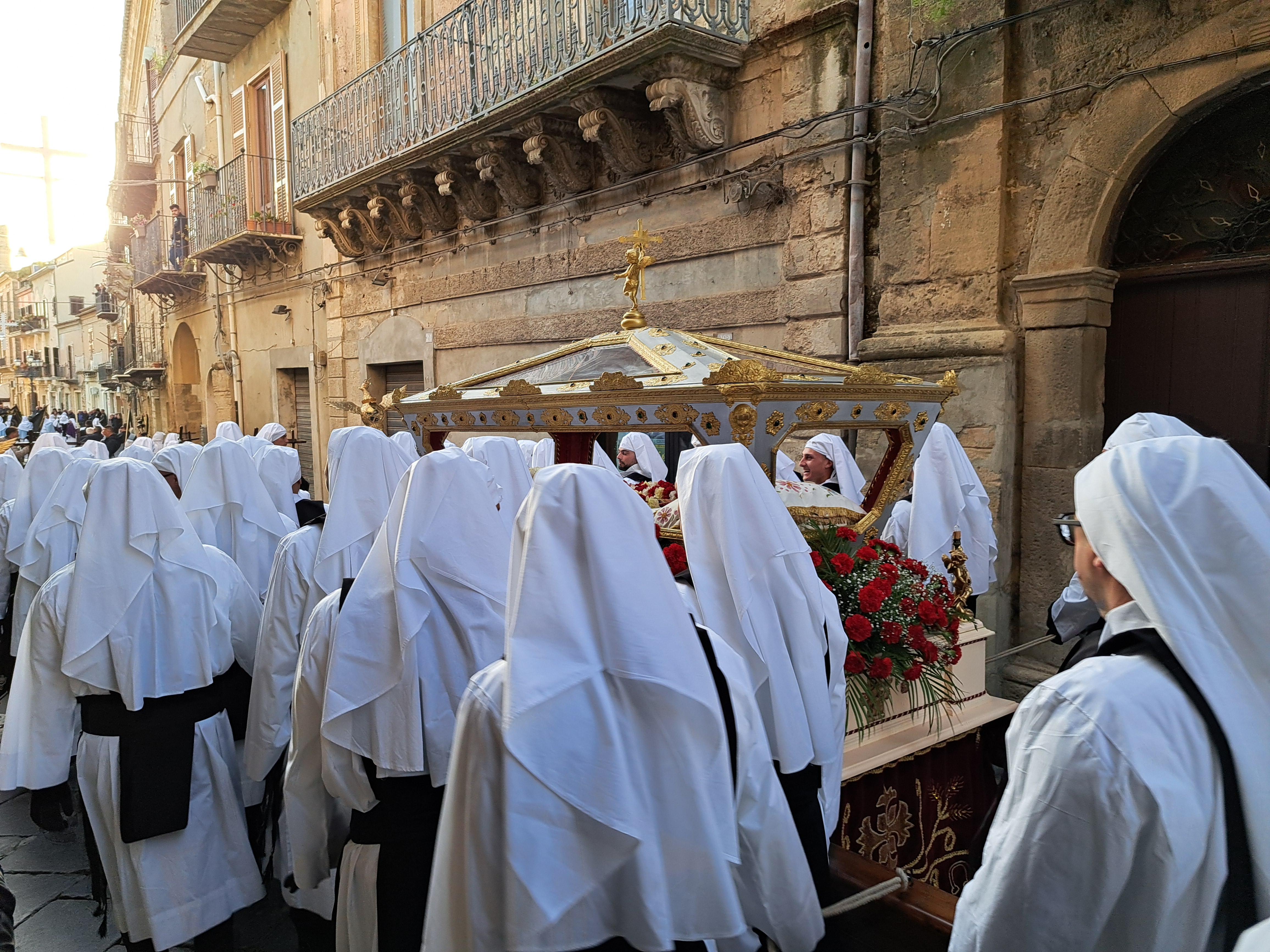
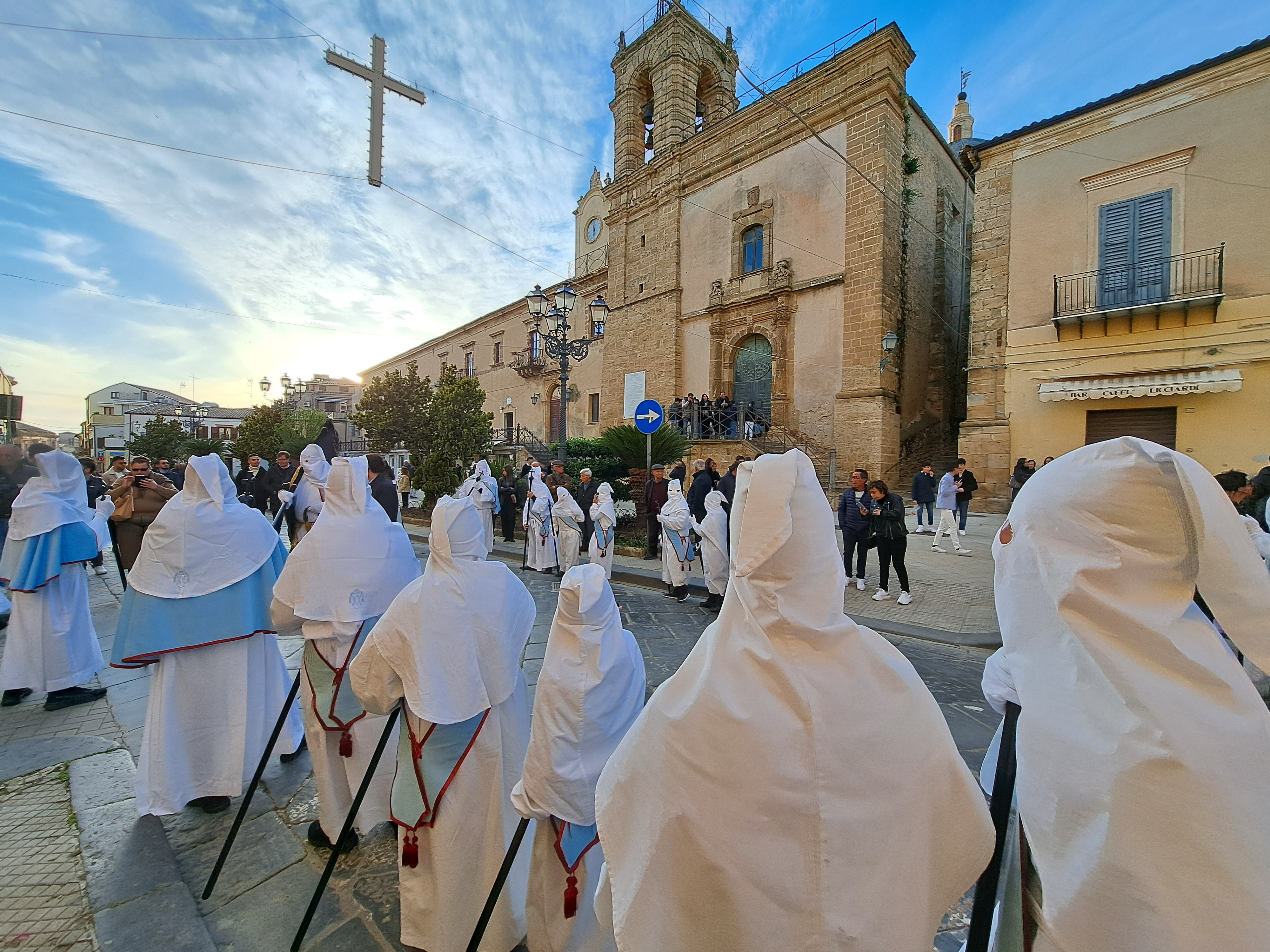
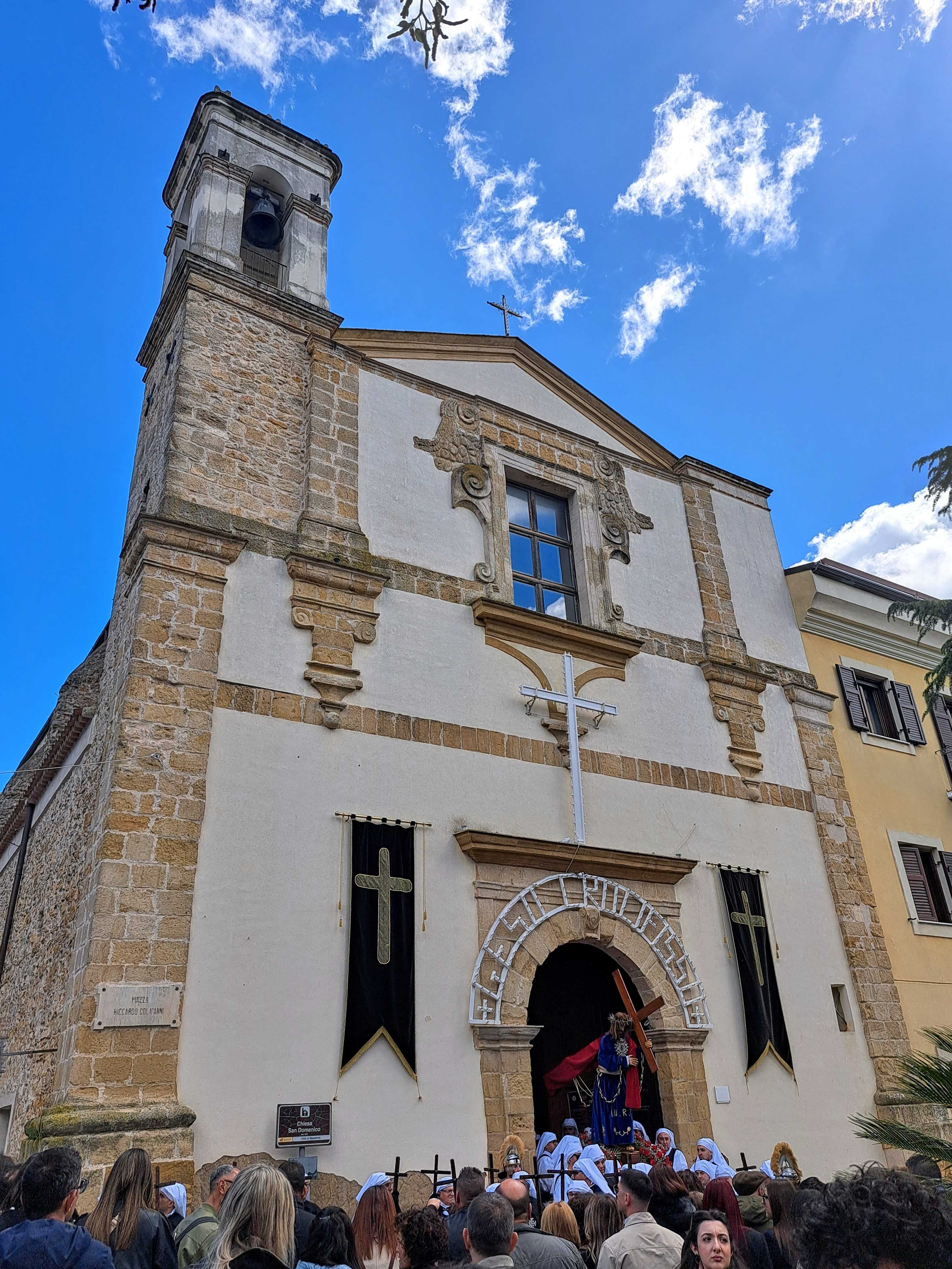